# Rethymno
Rethymno (griechisch Ρέθυμνο [ˈrɛθimnɔ] (n. sg.), veraltet auch Rethymnon) ist eine Hafenstadt im Norden der griechischen Insel Kreta. Sie ist nach Iraklio und Chania die drittgrößte Stadt der Insel und bildet als gleichnamige Gemeinde (Δήμος Ρεθύμνης Dímos Rethýmnis) das Zentrum des Regionalbezirks Rethymno.
Neben Iraklio ist Rethymno einer der beiden Standorte der Universität Kreta, Standort eines staatlichen Krankenhauses und war bis Oktober 2008 auch Anlaufpunkt für Fährschiffe aus Piräus.

## Geografie

### Lage

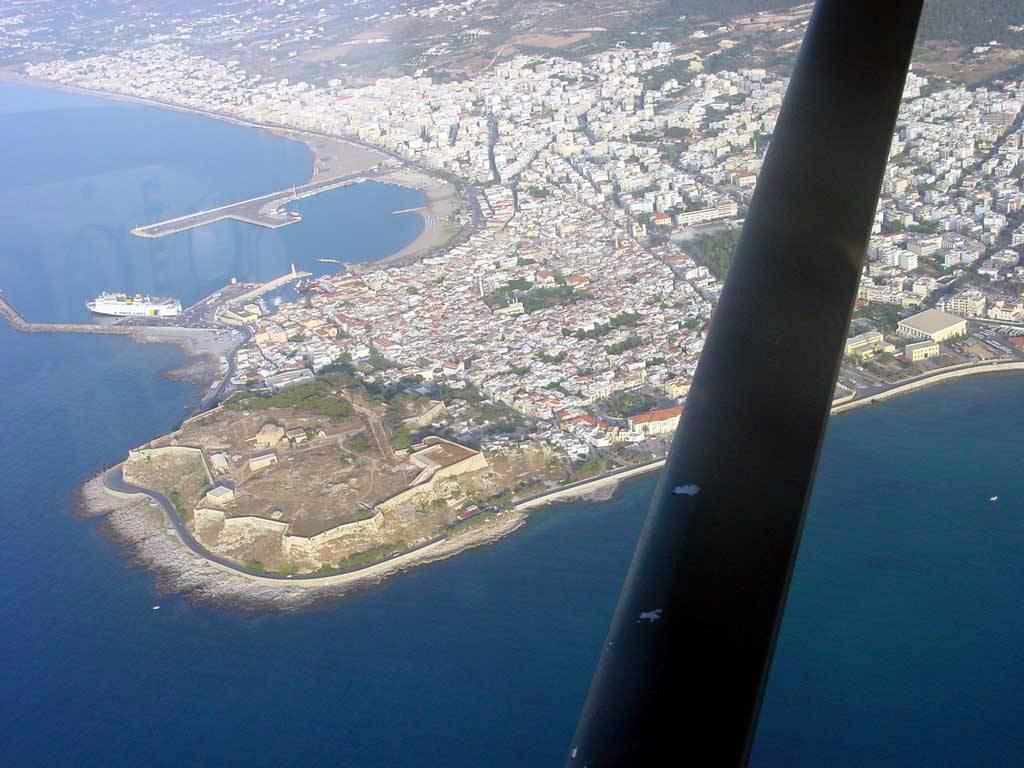
Luftaufnahme der Altstadt

Rethymno liegt zwischen den beiden anderen größeren Städten Kretas, 60 Kilometer westlich von Iraklio und 45 Kilometer östlich von Chania. Das Stadtgebiet von Rethymno erstreckt sich dabei in Ost-West-Ausrichtung 5,5 Kilometer entlang der Nordküste der Insel am Kretischen Meer, einem Teil der Ägäis und des Mittelmeeres. Das Zentrum und der historische Kern der Stadt liegen auf einer felsigen Halbinsel, die östlich davon gelegene Bucht ermöglichte die Anlage eines Hafens.
Von der Küste reicht die geschlossene Bebauung nahe dem Stadtzentrum nur bis zu 1,5 Kilometer nach Süden. Das Gemeindegebiet hingegen reicht bis 13 Kilometer ins Inselinnere. Vom südlichsten Punkt der Stadtgemeinde nahe dem 1310 Meter hohen Berg Kryoneritis (Κρυονερίτης) zur Südküste Kretas am Koraka-Strand bei Rodakino (Ροδάκινο) sind es noch etwa fünf Kilometer.
Auf dem Längengrad von Rethymno sind die Gebirgszüge der Insel in ihrer Höhe nicht so ausgeprägt wie das Idagebirge (Psiloritis) an der Ostgrenze des Regionalbezirks oder die Weißen Berge (Lefka Ori) im Westen, im Regionalbezirk Chania. So führen mehrere Passstraßen von Rethymno zur Südküste, durch die Kourtaliotiko-Schlucht oder die Kotsifou-Schlucht nach Plakias, dem Hauptort des Gemeindebezirks Finikas in der Gemeinde Agios Vasilios, und über Spili durch den Gemeindebezirk Lambi nach Agia Galini an der Mesara-Bucht (Όρμος Μεσαράς) des Libyschen Meeres.

### Geologie
Die Insel Kreta liegt auf dem Südägäischen Inselbogen, einer Verlängerung des Dinarischen Gebirgsbogens über die Hellenische Bergkette auf dem griechischen Festland bis zum Taurusgebirge in Kleinasien. Entstanden sind diese Alpidischen Gebirgsbildungen ab der erdgeschichtlichen Periode des frühen Tertiär, die heute als Paläogen bezeichnet wird, als die Afrikanische Platte begann, sich durch die Kontinentaldrift unter die Eurasische Platte zu schieben. Auch heute noch driftet die Afrikanische Platte jährlich etwa vier Zentimeter nordwärts, was vereinzelt zu Erdbeben in der Region führen kann. Höchster Punkt des Gemeindegebietes von Rethymno ist der 858 Meter hohe Vrysinas (Βρύσινας), etwa drei Kilometer östlich des Ortes Armeni.
Das in der Subduktionszone der beiden Kontinentalplatten gelegene Kreta kippt bei den geotektonischen Aktivitäten um seine Nord-Süd-Achse: der Westen der Insel steigt an, während der Osten leicht absinkt. Da sich das Stadtgebiet von Rethymno auf einer Ebene des Nordwestens Kretas befindet, sind die dortigen Gesteinsschichten auch jüngeren erdgeschichtlichen Datums als beispielsweise die der Lefka Ori oder des Psiloritis-Massivs. Die Stadt steht auf Fels- und Sedimentformationen aus dem Jungtertiär oder Neogen (zirka 30 Millionen Jahre alt), die aus einer Zeit stammen, als die nordwestliche Küstenebene noch Teil des Meeres war. Das Gestein des südlichen Gemeindegebiets von Rethymno, Schiefer, Phyllite und kristallines Gestein mit darüber befindlichen Kalksteinschichten, stammt hingegen aus älteren erdgeschichtlichen Epochen.

### Nachbargemeinden
Im Westen grenzt die Gemeinde Apokoronas an die Stadtgemeinde Rethymno. Südwestlich von Rethymno liegt Sfakia, daran östlich angrenzend die Gemeinde Agios Vasilios, die sich über die gesamte Südküste des Regionalbezirks Rethymno erstreckt. An der östlichen Gemeindegrenze von Rethymno beginnt die Gemeinde Mylopotamos, südöstlich liegt die Gemeinde Amari.
|            |                |             |
| Apokoronas |                | Mylopotamos |
| Sfakia     | Agios Vasilios | Amari       |

Mit Ausnahme von Apokoronas und Sfakia gehören die Nachbargemeinden der Gemeinde Rethymno zum Regionalbezirk Rethymno. Dabei befindet sich der Hauptort des Regionalbezirks nicht in seinem Zentrum, sondern in dessen nordwestlichem Bereich. Für die Erreichbarkeit der Regionalbezirksgemeinden zur Stadt Rethymno spielt jedoch das Inselrelief eine größere Rolle als die Nähe zum Hauptort, wodurch die nördlichen Gemeinden infrastrukturell durch bessere Straßenanbindungen bevorzugt sind.

### Gemeindegliederung und Einwohnerzahlen
Die Stadt Rethymno hat 34.300 Einwohner auf einer Fläche von 26,777 km², was einer Bevölkerungsdichte von 1280,95 Einw./km² entspricht. Als Gemeinde weist Rethymno eine Fläche von 397,48 km² mit 55.525 Bewohnern auf. Damit leben im Gemeindegebiet 139,69 Einw./km² (Angaben des Jahres 2011).
Rethymno ist in vier Gemeindebezirke gegliedert. Dies sind die bis 2010 bestehenden selbstständigen Gemeindebezirke Arkadi, Lappa, Nikiforos Fokas und Rethymno. Die lokale Selbstverwaltung wird durch zwei Stadtbezirke (gr. dimotikes kinotites), nämlich Rethymno und Atsipopoulo, sowie 45 Ortsgemeinschaften topikes kinotites ausgeübt, die ihrerseits aus 100 Siedlungen bestehen.
| Gemeindebezirk  | Stadtbezirk/ Ortsgemeinschaft                  | Fläche (km²) | Einwohner | Siedlungen (Einwohner) | Lage |
| --------------- | ---------------------------------------------- | ------------ | --------- | --- | ---- |
| Arkadi          | Adele (Άδελε)                                  | 6,428        | 1.415     | Adele (489) Agia Paraskevi (Αγία Παρασκευή, 246) Adelianos Kambos (Αδελιανός Κάμπος, 680) |      |
| Arkadi          | Amnatos (Αμνάτος)                              | 23,537       | 218       | Amnatos (156) Kafaliana (Καψαλιανά, 1) Moni Arkadiou (Μονή Αρκαδίου, 6) Pikris (Πίκρης, 55) |      |
| Arkadi          | Archea Eleftherna (Αρχαία Ελεύθερνα)           | 9,979        | 115       | Archea Eleftherna |      |
| Arkadi          | Chamalevri (Χαμαλεύρι)                         | 3,701        | 877       | Chamalevri (111) Asteri (Αστέρι, 88) Stavromenos (Σταυρωμένος, 678) |      |
| Arkadi          | Charkia (Χάρκια)                               | 20,610       | 78        | Charkia (62) Kavousi (Καβούσι, 16) |      |
| Arkadi          | Eleftherna (Ελεύθερνα)                         | 10,880       | 189       | Eleftherna |      |
| Arkadi          | Erfi (Έρφοι)                                   | 6,978        | 662       | Erfi (141) Agios Nikolaos (Άγιος Νικόλαος, 136) Ano Viranepiskopi (Άνω Βιρανεπισκοπή, 94) Viranepiskopi (Βιρανεπισκοπή, 122) Magnisia (Μαγνησία, 169) |      |
| Arkadi          | Kyrianna (Κυριάννα)                            | 5,253        | 348       | Kyrianna |      |
| Arkadi          | Mesi (Μέση)                                    | 8,654        | 388       | Mesi (48) Agia Triada (Αγία Τριάδα, 62) Loutra (Λούτρα, 278) |      |
| Arkadi          | Pangalochori (Παγκαλοχώρι)                     | 2,426        | 969       | Pangalochori (177) Sfakaki (Σφακάκι, 792) |      |
| Arkadi          | Pigi (Πηγή)                                    | 6,003        | 857       | Pigi (401) Agios Dimitrios (Άγιος Δημήτριος, 177) Pigianos Kambos (Πηγιανός Κάμπος, 279) |      |
| Arkadi          | Prinos (Πρίνος)                                | 12,905       | 660       | Prinos (310) Skaleta (Σκαλέτα, 350) |      |
| Arkadi          | Skouloufia (Σκουλούφια)                        | 5,673        | 160       | Skouloufia (123) Roupes (Ρούπες, 37) |      |
| Lappa           | Argyroupoli (Αργυρούπολι)                      | 6,124        | 403       | Argyroupoli |      |
| Lappa           | Archondiki (Αρχοντική)                         | 3,450        | 244       | Archondiki |      |
| Lappa           | Episkopi (Επισκοπή)                            | 6,999        | 755       | Episkopi (618) Pyrgos (Πύργος, 137) |      |
| Lappa           | Karoti (Καρωτή)                                | 3,675        | 275       | Karoti |      |
| Lappa           | Kato Poros (Κάτω Πόρος)                        | 2,625        | 53        | Kato Poros |      |
| Lappa           | Koufi (Κούφη)                                  | 2,475        | 127       | Koufi |      |
| Lappa           | Myriokefala (Μυριοκέφαλα)                      | 13,226       | 309       | Myriokefala (268) Maroulou (Μαρουλού, 41) |      |
| Lappa           | Vilandredo (Βιλανδρέδο)                        | 12,558       | 191       | Vilandredo (73) Alones (Αλώνες, 35) Arolithi (Αρολίθι, 9) Roumbado (Ρουμπάδο, 17) |      |
| Nikiforos Fokas | Agios Konstandinos (Άγιος Κωνσταντίνος)        | 5,050        | 200       | Agios Konstandinos (152) Agios Georgios (Άγιος Γεώργιος, 48) |      |
| Nikiforos Fokas | Ano Valsamonero (Άνω Βαλσαμόνερο)              | 5,599        | 107       | Ano Valsamonero (77) Monopari (Μονοπάρι, 30) |      |
| Nikiforos Fokas | Atsipopoulo (Ατσιπόπουλο)                      | 9,449        | 4.947     | Atsipopoulo (1.392) Agna (Αγνά, 363) Violi Charaki (Βιολί Χαράκι, 2785) Panorama (Πανόραμα, 407) |      |
| Nikiforos Fokas | Frantzeskiana Metochia (Φραντζεσκιανά Μετόχια) | 2,70         | 250       | Frantzeskiana Metochia |      |
| Nikiforos Fokas | Gerani (Γεράνι)                                | 11,399       | 883       | Gerani (821) Petres (Πετρές, 62) |      |
| Nikiforos Fokas | Gonia (Γωνιά)                                  | 6,124        | 534       | Gonia (331) Agios Andreas (Άγιος Ανδρέας, 203) |      |
| Nikiforos Fokas | Kalonyktis (Καλονύκτης)                        | 2,90         | 222       | Kalonyktis |      |
| Nikiforos Fokas | Kato Valsamonero (Κάτω Βαλσαμόνερο)            | 7,024        | 193       | Kato Valsamonero |      |
| Nikiforos Fokas | Malaki (Μαλάκι)                                | 9,299        | 138       | Ano Malaki (Άνω Μαλάκι, 77) Kato Malaki (Κάτω Μαλάκι, 61) |      |
| Nikiforos Fokas | Moundros (Μούντρος)                            | 9,799        | 179       | Moundros (91) Velonado (Βελονάδο, 88) |      |
| Nikiforos Fokas | Prines (Πρινές)                                | 7,749        | 884       | Prines (851) Vederi (Βεδέροι, 33) |      |
| Nikiforos Fokas | Roustika (Ρούστικα)                            | 4,550        | 203       | Roustika (150) Palelimnos (Παλαίλιμνος, 53) |      |
| Nikiforos Fokas | Saitoures (Σαϊτούρες)                          | 11,424       | 105       | Saitoures |      |
| Nikiforos Fokas | Zouridi (Ζουρίδι)                              | 2,575        | 66        | Zouridi |      |
| Rethymno        | Armeni (Αρμένοι)                               | 19,998       | 0706      | Armeni (379) Agios Georgios (Άγιος Γεώργιος, 87) Somatas (Σωματάς, 161) Fotinos (Φωτεινός, 79) |      |
| Rethymno        | Chromonastiri (Χρομοναστήρι)                   | 09,604       | 0391      | Chromonastiri (298) Kapediana (Καπεδιανά, 25) Myli (Μύλοι, 27) Prinedes (Πρινέδες, 41) |      |
| Rethymno        | Goulediana (Γουλεδιανά)                        | 05,202       | 0106      | Goulediana (73) Geni (Γενή, 3233) |      |
| Rethymno        | Kare (Καρέ)                                    | 07,899       | 0192      | Kare (81) Ambelaki (Αμπελάκι, 111) |      |
| Rethymno        | Kastellos (Κάστελλος)                          | 06,324       | 0108      | Kastellos |      |
| Rethymno        | Koumi (Κούμοι)                                 | 08,399       | 0172      | Koumi |      |
| Rethymno        | Maroulas (Μαρουλάς)                            | 11,430       | 0547      | Maroulas (486) Dilofo (Δίλοφο, 61) |      |
| Rethymno        | Oros (Όρος)                                    | 02,825       | 054       | Oros |      |
| Rethymno        | Prasies (Πρασιές)                              | 07,953       | 0133      | Prasies |      |
| Rethymno        | Rethymno                                       | 26,777       | 34.300    | Rethymno (32.468) Agia Irini (Αγία Ειρήνη, 75) (Mikra) Anogia (Μικρά Ανώγεια, 131) Gallos (Γάλλος, 922) Giannoudi (Γιαννούδι, 116) Megalo Metochi (Μεγάλο Μετόχι, 46) Mikro Metochi (Μικρό Μετόχι, 149) Xiro Chorio (Ξηρό Χωριό, 221) Tria Monastiria (Τρία Μοναστήρια, 172) |      |
| Rethymno        | Roussospiti (Ρουσσοσπίτι)                      | 06,840       | 0569      | Roussospiti |      |
| Rethymno        | Selli (Σελλί)                                  | 13,205       | 0184      | Selli (110) Myrthios (Μύρθιος, 74) |      |

Die Einwohnerzahlen geben den Stand zum Zeitpunkt der Volkszählung 2011 an.
Einwohnerentwicklung
von (das Gebiet und die Vororte der Stadt) Rethymno
| Name                    | 1940   | 1951   | 1961   | 1971   | 1981   | 1991   | 2001   | 2011   |
| ----------------------- | ------ | ------ | ------ | ------ | ------ | ------ | ------ | ------ |
| Rethymno                | 8.648  | 11.057 | 14.999 | 14.969 | 17.136 | 23.355 | 27.868 | 32.468 |
| Agia Irini              | 96     | 88     | 63     | 47     | 34     | 63     | 49     | 75     |
| Agios Markos            | –      | –      | –      | –      | 18     | 65     | –      | –      |
| Anogia                  | 50     | 25     | 25     | 21     | 13     | 15     | 89     | 131    |
| Gallos                  | 315    | 274    | 252    | 180    | 146    | 205    | 430    | 922    |
| Giannoudi               | 92     | 82     | 78     | 30     | 22     | 23     | 96     | 116    |
| Kastellakia             | –      | 45     | 27     | 36     | 105    | –      | –      | –      |
| Koumbes                 | –      | 106    | –      | –      | –      | –      | –      | –      |
| Megalo Metochi (Risvan) | –      | 33     | 25     | –      | 00006  | 28     | 29     | 46     |
| Metochi Albani          | 67     | 79     | 31     | –      | –      | –      | –      | –      |
| Mikro Metochi           | –      | –      | –      | –      | 29     | 91     | 188    | 149    |
| Misiria                 | 294    | 212    | –      | –      | –      | –      | –      | –      |
| Perivolia               | 853    | 805    | –      | –      | –      | –      | –      | –      |
| Planates                | 343    | 488    | –      | –      | –      | –      | –      | –      |
| Tria Monastiria         | –      | –      | –      | –      | 18     | 105    | 107    | 172    |
| Xiro Chorio             | 214    | 219    | 132    | 90     | –      | 114    | 131    | 221    |
| Gesamt                  | 10.972 | 13.513 | 15.632 | 15.373 | 18.190 | 24.064 | 28.987 | 34.300 |

### Klima
Auf Kreta herrscht ein Mittelmeerklima mit milden regenreichen Wintern und heißen trockenen Sommermonaten. Dabei gibt es erhebliche klimatische Unterschiede zwischen den Regionen der Insel. Die durchschnittlichen Temperaturen an der Südküste sind etwas höher als diejenigen im Norden, die der Bergregionen im Allgemeinen frischer. Auch fallen im Osten und Süden der Insel weniger Niederschläge. Durch die hohen Berge Kretas wechseln Wetterlagen häufig schnell und Winde kommen auf, die sich auch zu orkanartigem Sturm verstärken.
Für das gemäßigte Mittelmeerklima von Rethymno spielen die oftmals starken nördlichen oder südlichen Winde eine wichtige Rolle. Die Durchschnittstemperaturen der Stadt liegen um 14 °C im Winter und bei 29 °C im Sommer. Einem heißen Sommer folgt ein regenreicher Herbst. Die niederschlagsreichen Monate dauern von Oktober bis Ende März an.
|                        | Jan  | Feb  | Mär  | Apr  | Mai  | Jun  | Jul  | Aug  | Sep  | Okt  | Nov  | Dez  |   |      |
| Mittl. Temperatur (°C) | 12,8 | 12,9 | 14,2 | 17,1 | 20,7 | 24,9 | 26,9 | 26,8 | 24,2 | 20,6 | 17,3 | 14,5 | ⌀ | 19,4 |
| Mittl. Tagesmax. (°C)  | 15,5 | 15,7 | 17,2 | 20,4 | 24,2 | 28,2 | 29,9 | 29,8 | 27,5 | 24,0 | 20,4 | 17,2 | ⌀ | 22,5 |
| Mittl. Tagesmin. (°C)  | 9,5  | 9,4  | 10,4 | 12,5 | 15,6 | 19,3 | 21,7 | 21,8 | 19,5 | 16,6 | 13,7 | 11,2 | ⌀ | 15,1 |
|                        |      |      |      |      |      |      |      |      |      |      |      |      |   |      |
| Niederschlag (mm)      | 160  | 135  | 98   | 62   | 43   | 15   | 6    | 17   | 92   | 145  | 195  | 197  | Σ | 1165 |
|                        |      |      |      |      |      |      |      |      |      |      |      |      |   |      |
| Sonnenstunden (h/d)    | 3    | 5    | 6    | 8    | 10   | 12   | 13   | 12   | 10   | 6    | 6    | 4    | ⌀ | 7,9  |
|                        |      |      |      |      |      |      |      |      |      |      |      |      |   |      |
| Regentage (d)          | 15,1 | 13,3 | 10,3 | 6,5  | 3,1  | 1,3  | 0,3  | 0,5  | 2,5  | 8,2  | 10,0 | 14,6 | Σ | 85,7 |
|                        |      |      |      |      |      |      |      |      |      |      |      |      |   |      |
| Wassertemperatur (°C)  | 13   | 13   | 14   | 17   | 20   | 24   | 24   | 26   | 24   | 20   | 17   | 14   | ⌀ | 18,9 |

| 9,5 |

| 9,4 |

| 10,4 |

| 12,5 |

| 15,6 |

| 19,3 |

| 21,7 |

| 21,8 |

| 19,5 |

| 16,6 |

| 13,7 |

| 11,2 |

| 9,5 |

| 9,4 |

| 10,4 |

| 12,5 |

| 15,6 |

| 19,3 |

| 21,7 |

| 21,8 |

| 19,5 |

| 16,6 |

| 13,7 |

| 11,2 |

| N i e d e r s c h l a g | 160 | 135 | 98  | 62  | 43  | 15  | 6   | 17  | 92  | 145 | 195 | 197 |
|                         | Jan | Feb | Mär | Apr | Mai | Jun | Jul | Aug | Sep | Okt | Nov | Dez |

## Geschichte
Die Gegend von Rethymno war schon in der Jungsteinzeit (6000–2600 v. Chr.) besiedelt. Davon zeugen archäologische Funde aus der Idäischen Grotte (Ιδαίον Άντρον, Ideon Andron) im Psiloritis-Massiv, aus der westlich von Rethymno gelegenen Gerani-Höhle und aus Elenon im Gebiet von Amari. Erste Hinweise einer Ansiedlung im Stadtbereich von Rethymno stammen aus spätminoischer Zeit (1350–1250 v. Chr.). Im südlichen Stadtviertel Mastabas wurde ein mit Grabbeigaben versehenes Felsengrab freigelegt. Demselben Zeitabschnitt ist ein Friedhof beim zum Gemeindegebiet der Stadt gehörenden Armeni zugehörig. Nahe diesem Ort befand sich in der nachfolgenden geometrischen und klassischen Zeit (1100–620 v. Chr.) eine Siedlung auf dem Hochplateau Onythe des Berges Vrysinas.

### Antikes Rhithymna und byzantinische Zeit

Antiken Münzprägungen nachempfundenes Standbild

In klassischer und hellenistischer Zeit war das antike Rhithymna (Ῥίθυμνα) eine kleine, aber blühende Stadt. Der Name Rhithymna ist vorhellenisch und deutet vielleicht auf einen karischen oder lykischen Ursprung. Er ist Inschriften und Funden von in der Stadt geprägten Münzen aus dem 4. und 3. Jahrhundert v. Chr. zu entnehmen. Diese Münzen stellen auf einer Seite einen behelmten Kopf möglicherweise der Götter Apollon oder Athene dar, auf dem Revers sind Meeressymbole abgebildet, wie beispielsweise zwei Delfine oder ein Dreizack. Der heutige Name Rethymno wie auch das Stadtlogo mit den zwei Delfinen sind aus der Zeit der Antike entlehnt.
Ob das antike Rhithymna an der Stelle der heutigen Stadt Rethymno lag, ist indes nicht sicher. Hinweise zur Lage von Rhithymna findet man bei Plinius dem Älteren (1. Jahrhundert n. Chr.), dort als Rhytium, und Claudius Ptolemäus (2. Jahrhundert n. Chr.), die einen Standort zwischen Panormos und Georgioupoli beschrieben. Der römische Sophist Claudius Aelianus erwähnte im 3. Jahrhundert einen Tempel der Artemis von Rokkaia (Diana von Rhoccaea), der sich auf dem Hügel Paleokastro in Rethymno innerhalb einer Akropolis befunden haben soll. Im 16. Jahrhundert bauten die Venezianer dort die Fortezza, die heute noch in Teilen vorhandene Festung, wobei sie wohl Reste eines ehemaligen Tempels abrissen. Der Standort, der sich heute im Zentrum der Stadt befindet, wurde von ihnen Paleocastro (‚Alte Festung‘) genannt.

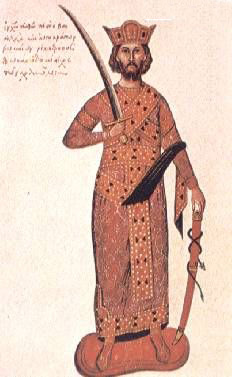
Nikephoros Phokas

Rhithymna bestand während der römischen Zeit (67 v. Chr.–395 n. Chr.) und der ersten byzantinischen Epoche (395–824) als Kleinstadt fort, wurde aber wohl bei der Eroberung Kretas durch die Araber in den Jahren 824 bis 828 zerstört. Es wird angenommen, dass es sich bei den Eroberern um nach einem Aufstand im Emirat von Córdoba im heutigen Spanien nach Alexandria geflohene Araber handelte, die unter Emir Abu Hafs Omar, schon 823 einen Beutezug ins südliche Kreta unternahmen. Rückeroberungsversuche des geschwächten Byzantinischen Reiches in den Jahren 825, 826, 828 und 902 blieben erfolglos. General Nikephoros Phokas, dem späteren Kaiser Nikephoros II., gelang 960/961 die Wiedereingliederung der Insel in das Byzantinische Reich. Viele der durch die Sarazenen zerstörten kretischen Städte wurden danach neu errichtet. Zum Schutz vor weiteren Übergriffen wurden sie mit Stadtmauern befestigt, so auch das Castrum Rethemi, später von den Venezianern Castel Vecchio.
Die zweite byzantinische Epoche Kretas endete nach der Einnahme Konstantinopels am 13. April 1204 durch die Kreuzfahrer des venezianisch finanzierten Vierten Kreuzzuges unter der Führung des piemontesischen Markgrafen Bonifatius von Montferrat, der die Insel zur Begleichung der Kriegsschulden im Jahr 1210 für 10.000 Silbermark an die Venezianer verkaufte. 1206 wurde die Insel durch den Freibeuter Enrico de Candia, genannt il Pescatore (der Fischer), besetzt. In jahrelangen Kämpfen eroberten die Venezianer die befestigten kretischen Städte von den durch die Genuesen und teilweise der einheimischen Bevölkerung unterstützten Freibeutern, wobei 1207 Spinalunga, 1208 Paleocastro und 1210 die restlichen Küstenbefestigungen in ihren Besitz übergingen. Im Jahr 1212 sicherten sich die Venezianer in einem Waffenstillstand mit Genua die Herrschaft über Kreta, 1218 hatten sie die gesamte Insel gegen den Widerstand der Einheimischen eingenommen.

### Venezianische Zeit
| 1. Sestiere di Santi Apostoli 2. Sestiere di San Marco 3. Sestiere di Santa Croce | 4. Sestiere di Castello 5. Sestiere di San Polo 6. Sestiere di Dorsoduro |

Venezianische Provinzen Kretas:

Die neuen Herren teilten Kreta in sechs Verwaltungsregionen ein, die nach den sechs Stadtteilen (Sestiere) von Venedig benannt wurden: Santi Apostoli, San Marco, Santa Croce, Castello, San Polo und Dorsoduro. Der Hauptsitz mit dem Duca als mächtigstem Mann der Insel befand sich in Chandakas (später Candia), im Territorio de Candia. Die Stadt Rethymno wurde als Retimo Hauptstadt der Provinz Castello. Sie behielt diesen Status auch nach der Reduzierung auf vier Verwaltungsregionen im 13. Jahrhundert. Als Statthalter in den Provinzhauptstädten regierte ein Rettore (‚Rektor‘), dem zwei Consiglieri (‚Räte‘) zur Seite standen. Größere Bedeutung erlangte Retimo auch durch seinen Hafen Mandraki (Μανδράκι) als Zwischenhafen auf halber Strecke von La Canea nach Candia, den beiden Flottenstützpunkten der Venezianer.
Die Einführung des venezianischen Feudalsystems und der Versuch, die Orthodoxie einzuschränken, führte zwischen 1211 und 1367 zu zahlreichen Aufständen. Es werden 27 größere oder kleinere, lokal begrenzte Erhebungen sozialen und nationalen Charakters erwähnt. Der Aufstand von 1363 bis 1366 ging von venezianischen Siedlern aus, die gegen eine als willkürlich empfundene Steuerpolitik Venedigs opponierten. Auch Erdbeben störten die wirtschaftliche Entwicklung der kretischen Städte erheblich, so gab es am 8. August 1303 starke Zerstörungen in Retimo durch ein schweres Beben und einen dadurch wahrscheinlich ausgelösten Tsunami. Die größte Gefahr für die Vormachtstellung Venedigs im östlichen Mittelmeer bedeutete jedoch der Fall Konstantinopels an das Osmanische Reich am 29. Mai 1453.

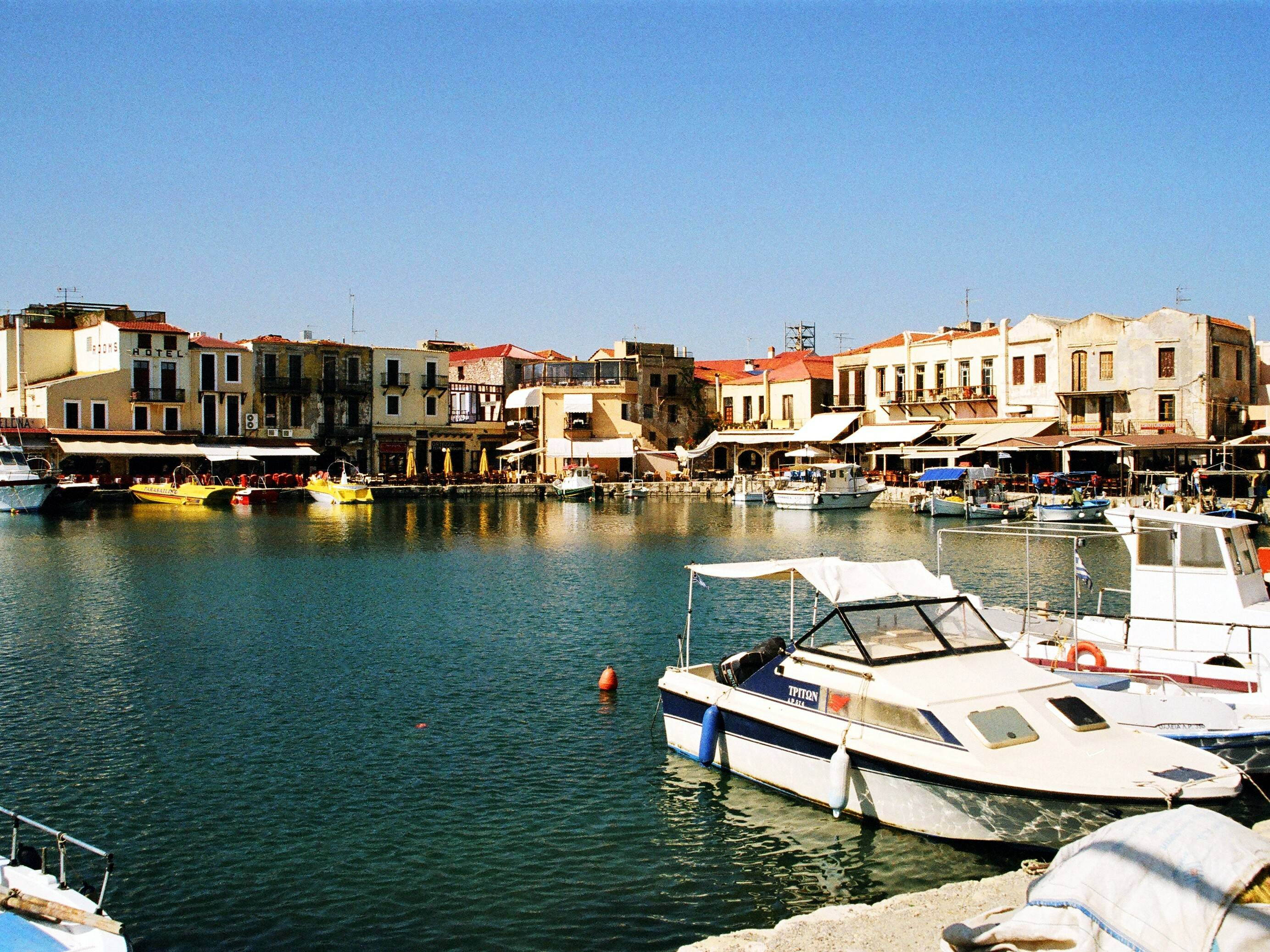
Venezianischer Hafen

Nach der osmanischen Eroberung der Hauptstadt des Byzantinischen Reiches flohen viele griechisch-orthodoxe Christen aus Konstantinopel in von den Osmanen noch nicht besetzte christliche Gebiete, darunter auch nach Kreta. In den Städten der Insel vollzog sich dadurch ein demografischer Wandel zu Ungunsten der katholischen Venezianer. Die Republik Venedig pflegte zunächst freundschaftliche Beziehungen zum Osmanischen Reich, um die Handelswege nicht zu gefährden. Dies änderte sich 1535, als Sultan Süleyman I. seinen Kapudan Pascha (Großadmiral – Oberbefehlshaber der Marine) Khair ad-Din Barbarossa damit betraute, die christlichen Mächte aus der Levante sowie dem Ägäischen und Adriatischen Meer zu vertreiben, um die Seewege unter osmanische Kontrolle zu bekommen.

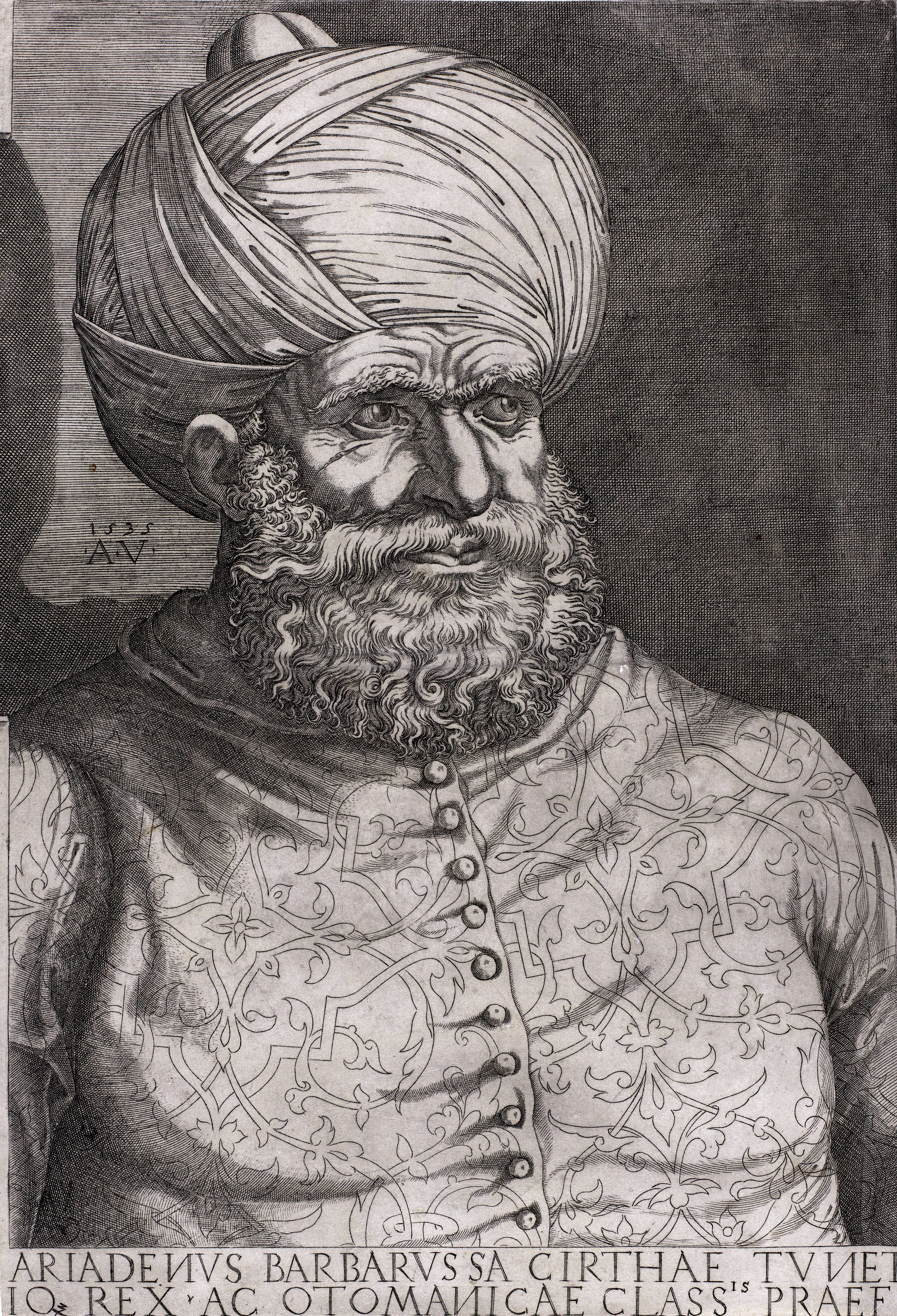
Khair ad-Din Barbarossa

Nach der Aufrüstung der osmanischen Flotte auf über 100 Galeeren im Jahr 1536 führte Khair ad-Din Barbarossa die Streitmacht 1537 durch die Ägäis bis nach Apulien. Keine christliche Macht der damaligen Zeit wagte es, sich dieser Bedrohung entgegenzustellen. So wurden auch viele venezianische Besitzungen geplündert oder dem Osmanischen Reich einverleibt, darunter die Inseln Syros, Ägina, Ios, Paros, Tinos, Karpathos, Kasos und Naxos. 1538 wurde die „Heilige Liga“ gebildet, die jedoch mit einer Flotte von 302 Schiffen den Osmanen in der Seeschlacht von Preveza unterlag. In Retimo plante man 1537/1538 Festungsanlagen, die der Veroneser Architekt Michele Sanmicheli ausarbeitete. Sie sollten auch die Vorstadt von Retimo außerhalb des Castel Vecchio umfassenden. Der Bau der neuen Befestigungen hatte noch nicht begonnen, als Khair ad-Din Barbarossa 1538 die Provinz Apokorona (zwischen Souda und Rethymno) sowie die Außenbezirke der Städte La Canea, Retimo und Sitia plünderte.

Porta Guora (Megali Porta) 1902

Osmanisches Reich 1481 bis 1683

1540 begann man in Retimo mit dem Bau der Stadtmauer, die ursprünglichen Pläne wurden aus finanziellen Gründen vereinfacht. Nur die östliche Santa-Barbara-Bastion entstand nach den Originalplänen des Architekten Sanmicheli. Die Befestigung zog sich entlang der heutigen Straßen Dimakopoulou und Gerakari am Südrand der damaligen Vorstadt vom Strand südöstlich des Hafens bis unterhalb des Paleokastrou-Hügels an der felsigen Westküste. Außer dem Haupttor, der Porta Guora (heute meist Megali Porta ‚Großes Tor‘ genannt), das neben der Santa-Veneranda-Bastion etwa in der Mitte der Mauer am heutigen Tessaron-Martyron-Platz errichtet wurde, integrierte man zwei weitere Tore im Osten und im Westen der Befestigung. Im Westen endete der Festungsbau an der Kalergi-Bastion, von der noch Rudimente erhalten sind. 1562 und 1567 sind zwei Angriffe osmanischer Piraten auf die im Jahr 1560 etwa 4485 Einwohner zählende Stadt bekannt, von denen jedoch wenig überliefert ist. Die Arbeiten an der neuen Stadtbefestigung wurden 1570 abgeschlossen.
Unter Sultan Selim II. gingen die Osmanen erneut in die Offensive. Am 3. Juli 1570 landete ein 20.000 Mann starkes Heer auf der Insel Zypern, der östlichsten venezianischen Kolonie. Bis zum 18. September hatte die auf etwa 100.000 Mann angewachsene osmanische Streitmacht bis auf Famagusta, das erst am 1. August 1571 kapitulierte, die gesamte Insel eingenommen. Der Eroberung Zyperns wollten die christlichen Staaten mit einer Entsatzflotte unter dem Oberbefehl von Giovanni Andrea Doria entgegentreten, die sich Ende August 1570 in der kretischen Souda-Bucht sammelte. Infolge des verzögerten Aufbruchs der Flotte erst Ende September durch eine Intervention König Philipps II. von Spanien erhielt man unterwegs die Nachricht vom Fall Nikosias am 9. September 1570. Um nicht von den nun wieder freier agierenden starken osmanischen Flottenverbänden unter Großadmiral Müezzinzade Ali Pascha vom westlichen Mittelmeer abgeschnitten zu werden, zog sich die Flotte nach Süditalien zurück. Kreta war nunmehr der östlichste Vorposten Venedigs im Mittelmeer.
Die Folgen der osmanischen Flottenüberlegenheit in der Ägäis zeigte sich für Retimo schon ein Jahr nach dem Angriff auf Zypern. Im Frühjahr 1571 segelte der Pascha von Algier und Tunis, Beylerbey von Nordafrika und osmanische Admiral Uludsch Ali Pascha (türkisch Uluç Ali Paşa) von Algier mit 20 Galeeren nach Koroni an der Südspitze der Morea, um sich dort mit der Flotte des Müezzinzade Ali Pascha zu vereinigen. Im Schutz der Flotte unternahm Uludsch Ali (griechisch Ουλούτζ Αλή, italienisch Occhiali) mehrere Vorstöße im Ionischen- und Ägäischen Meer. Dabei überfiel er am 7. Juli 1571 Retimo, plünderte die Stadt und brannte sie nieder. Begünstigt wurde die Einnahme der Stadt durch die vernachlässigten Befestigungen zur Meerseite, so dass Uludsch Ali mit seinen Galeeren leicht anlanden konnte. Die meisten Gebäude der Stadt und die gerade fertiggestellte neue Stadtmauer wurden zu großen Teilen zerstört. Die Bewohner Retimos konnten vor den Osmanen flüchten.
Mit der verlorenen Seeschlacht von Lepanto vom 7. Oktober 1571 gegen die Flotte der „Heiligen Liga“ war für das Osmanische Reich der Traum von einer Weltmacht zur See zerstört. Die Republik Venedig suchte, ebenfalls geschwächt, einen Separatfrieden und schied aus der „Heiligen Liga“ aus. Die Venezianer erkannten 1573 sogar die osmanische Oberhoheit über Zypern an. In Retimo zog man die Lehren aus der ungenügenden Stadtbefestigung und plante, die Stadt in ein geschlossenes Festungswerk auf den Hügel Paleocastro westlich des Castel Vecchio zu verlegen. Unter dem Rettore Alvise Lando wurde 1573 der Grundstein zur Festung, der Fortezza, gelegt. Die Fläche der Festung war jedoch zu klein, um die gesamte Stadt aufzunehmen. Daher entschloss man sich nach der Fertigstellung 1578, diese als Zufluchtsort der 8500 Einwohner zu nutzen und ansonsten die venezianische Verwaltung, den lateinischen Bischofssitz und die Armeebehörden unterzubringen.

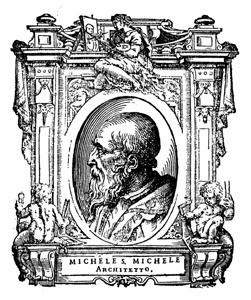
Michele Sanmicheli

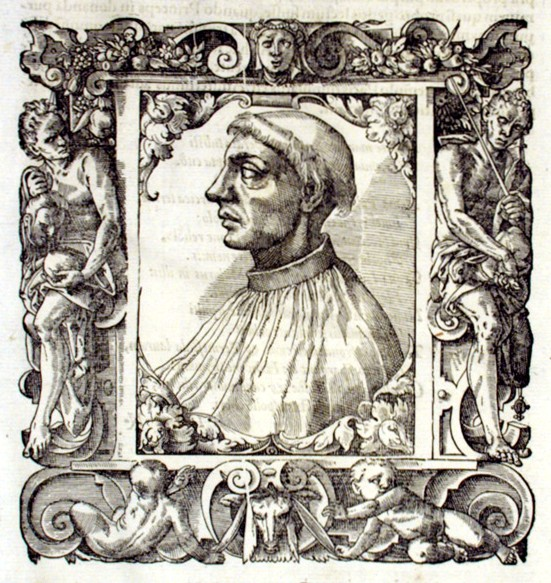
Markos Mousouros

Beim Wiederaufbau von Retimo entstanden viele der heute noch vorhandenen Bauten in einer späten Ausprägung der venezianischen Renaissance, dem Manierismus. Bei der Neuanlage der Stadtstruktur orientierte man sich an Venedig. Mit der Piazza entstand ein zentraler Platz und von einer Hauptstraße führten kleinere Nebenstraßen zu Kirchen, Klöstern, mit prächtigen Portalen versehenen Herrenhäusern und den einfacheren Stadtvierteln. Die drei Stadtkirchen Santa Maria Maddalena, Santa Maria und San Francesco wurden erbaut, man legte öffentliche Brunnen wie den Rimondi-Brunnen an, und für die Adligen wurde mit der Loggia nach Plänen Michele Sanmichelis ein Treffpunkt erbaut, wo diese über politische und wirtschaftliche Themen diskutierten.
In der Stadt herrschte ein politisch und kulturell liberales Klima, was Retimo zu einer Wirkungsstätte hervorragender Gelehrter und Künstler machte, unter ihnen Markos Mousouros, Zacharias Kallierges, Nikolaos Vlastos und Angelos Vergikios, Poeten und Schriftsteller wie Georgios Chortatzis, Ioannis Andreas Troilos und Marinos Tzane Bounialis sowie die Maler Emmanouil Lomvardos und Emmanouil Tzane Bounialis, Vertreter der sogenannten Kretischen Schule, einer Form der durch die venezianische Renaissance beeinflussten nachbyzantinischen Ikonenmalerei. Die letzte Phase der Herrschaft der Republik Venedig über Kreta, die von einem Ausgleich zwischen der Kultur der katholischen venezianischen Oberschicht und der griechisch-orthodoxen Bevölkerungsmehrheit geprägt war, endete mit der Eroberung der Insel durch das Osmanische Reich.
In der Herrschaftszeit Sultan İbrahims landete am 25. Juni 1645 ein 60.000 Mann starkes osmanisches Heer in der Bucht von Gogna (Gonia) bei Kolymbari westlich von La Canea (Chania) und begann am 26. Juni mit der Belagerung der Stadt. Nach fast zwei Monaten fiel La Canea am 17. August 1645 als eine der ersten Städte Kretas. Ein Jahr später, am 29. September 1646, standen die Osmanen vor Retimo. Die schlecht befestigte Stadt wurde durch die Truppen ihres Oberbefehlshabers Hussein Pascha (türkisch Hüseyin Paşa, auch die vorangestellten Beinamen Gazi oder Deli tragend) nach 14 Tagen im Oktober 1646 eingenommen. Bei den Kämpfen fielen auf venezianischer Seite General Cornaro und der Provveditore Molino. Nach der Belagerung der Fortezza, in die sich die Bevölkerung der Stadt zurückgezogen hatte, und der Sprengung und Erstürmung des großen Turmes an der Meerseite der Festung am 13. November 1646 ergaben sich die Verteidiger am darauf folgenden Tag. Die Venezianer konnten günstige Kapitulationsbedingungen aushandeln und erhielten freien Abzug nach Candia (Iraklio).

### Osmanische Zeit
Nicht alle Einwohner Retimos verließen nach der osmanischen Inbesitznahme die Stadt in Richtung Candia, viele unterwarfen sich der Herrschaft des Sultans. Die vor der Kapitulation der Fortezza bei der Einnahme der Stadt gefangen genommenen etwa 110 Venezianer wurden nach Kostantiniyye gebracht, ihr weiteres Schicksal ist unbekannt. Die von den Osmanen Resmo genannte Stadt wurde geplündert und Nahrungsmittel sowie 150 Pferde ins osmanische Hanya (Chania) transportiert. Der Eroberer von Retimo, Hussein Pascha, durch Sultan İbrahim mit „goldenem Ehrenkleide“ und „goldenem Ehrensäbel“ gewürdigt, schickte als Gegengeschenk 50.000 Piaster an den Sultan und 5.000 Piaster für den Großwesir Salih Pascha aus Resmo in die Hauptstadt des Reiches. Als letzte Bastion Venedigs im Gebiet von Rethymno wurde Mitte Januar 1647 das Castello di Milopotamo bei Panormos durch die Osmanen besetzt.

Osmanischer Erker in der Altstadt

Resmo erhielt nach und nach ein muslimisches Gepräge. Schon am 12. Januar 1647 wurde die katholische Hauptkirche San Nicolo im Zentrum der Fortezza zur Sultan-Ibrahim-Moschee umgewidmet. Weitere Kirchen wurden in Moscheen umgewandelt oder wurden abgerissen. Die Christen bildeten zwar die Mehrheit der Bewohner Resmos, waren jedoch, wie auch die Juden Untertanen minderen Rechtes. So verließen viele der zur ehemaligen kulturellen Elite gehörenden Bewohner die Stadt, meist in Richtung Venedig oder Ionische Inseln. Auch unter der osmanischen Administration entstanden jedoch venezianisch inspirierte Bauten. Originär venezianische Häuser wurden mit charakteristischen Holzerkern ausgestattet, welche es den muslimischen Frauen erlaubten, die Straßen einzusehen, ohne selbst gesehen zu werden.

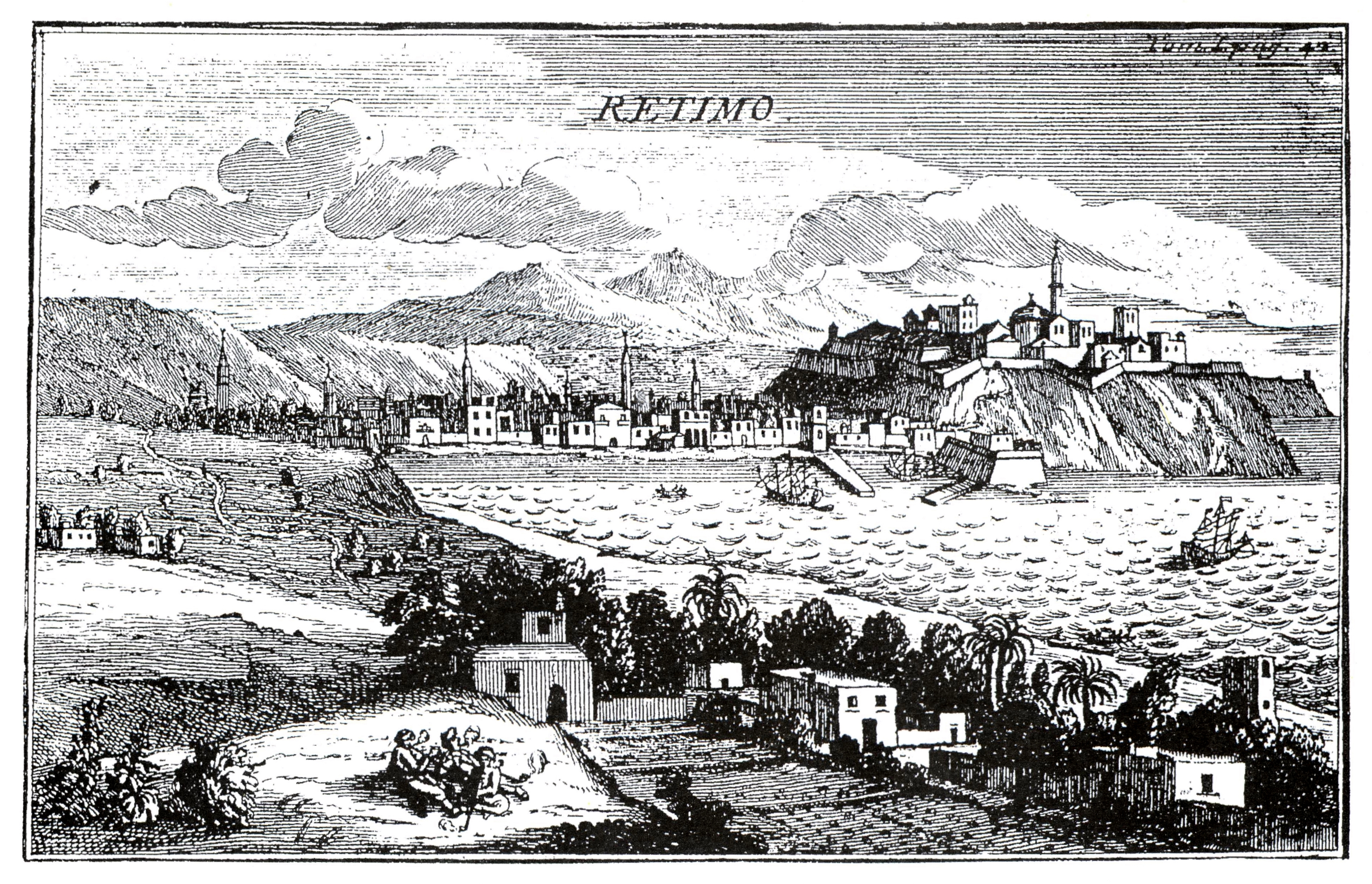
Rethymno im Jahr 1700

Nach der Kapitulation Candias nach 21-jähriger Belagerung am 6. September 1669 wurde Kreta als osmanische Provinz Kirid in drei Sektoren aufgeteilt. Neben Hanya (Chania) und dem in Megalo Kastro umbenannten Candia (Iraklio) war Resmo einer der drei, später mit Sitia vier, Sitze eines Paschas. Neben der griechisch-orthodoxen Bevölkerungsmehrheit waren auch einige venezianische Kaufleute und Handwerker in der Stadt geblieben. Die Versandung des Hafens führte zu einem allmählichen Niedergang der Stadt in den folgenden Jahrhunderten. Die Niederschlagung von Aufständen in den Jahren 1770, 1821, 1857, 1866–68, 1879 und 1889 aber auch die oft unter Zwang erfolgte Konversion zum Islam führte zum Ende des 19. Jahrhunderts in den Städten der Insel zu einer muslimischen Bevölkerungsmehrheit.

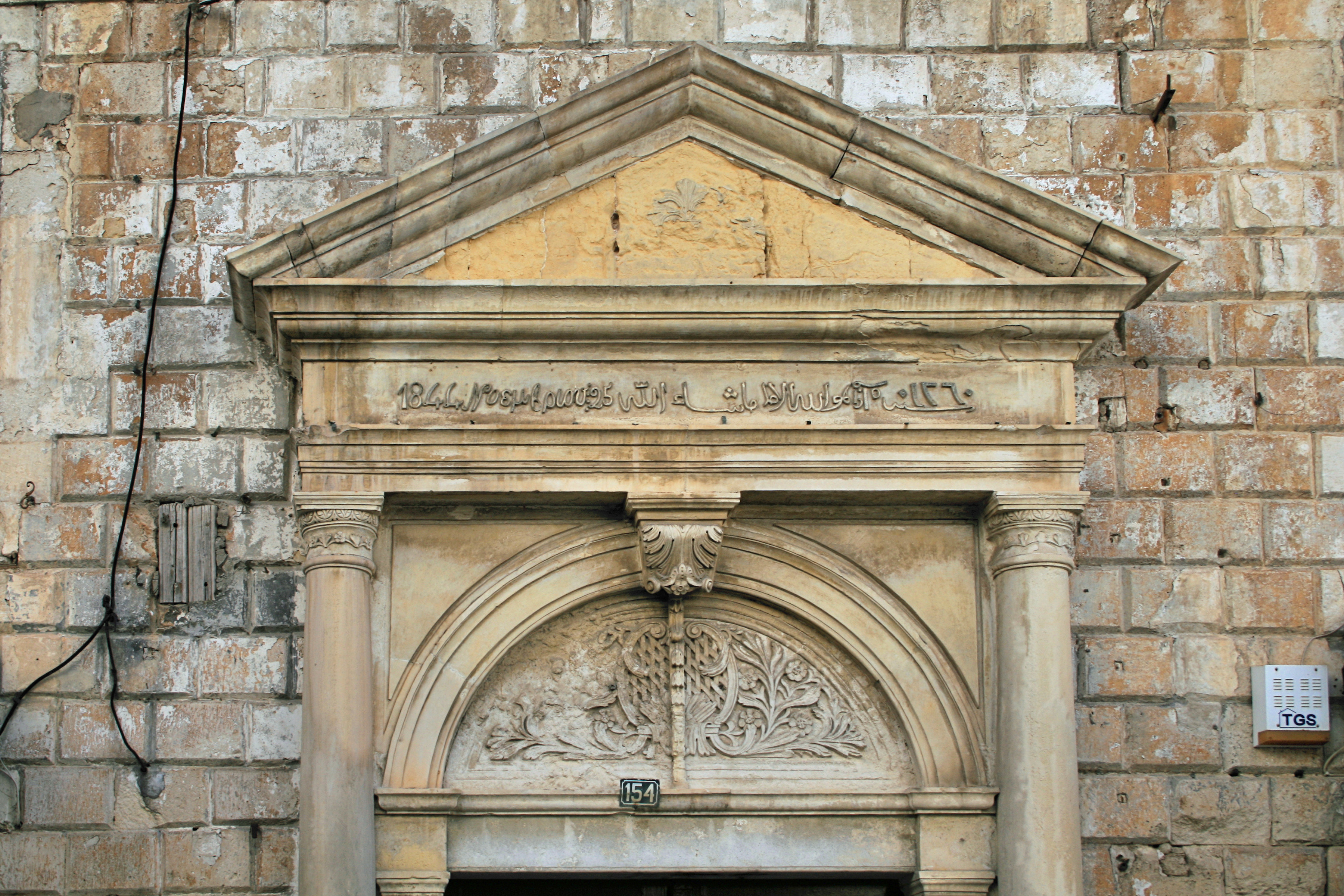
Osmanische Portalinschrift

1864 wurde auf Kreta die lokale Selbstverwaltung eingeführt und von den osmanischen Behörden ernannte muslimische Bürgermeister eingesetzt. Im Vertrag von Chalepa 1878 wurde die Wahl der Bürgermeister durch die (männliche) lokale Bevölkerung festgeschrieben, gleichzeitig wurden ein Erster (α΄ Δημαρχιακός Πάρεδρος) und zwei Zweite stellvertretende Bürgermeister (β΄ Δημαρχιακοί Πάρεδροι) sowie ein acht- bis zehnköpfiger Gemeinderat eingeführt. Die Bürgermeister mussten Muslim sein, den Christen waren nur die Stellvertreterposten zugänglich. Die Bevölkerung von Resmo war zu dieser Zeit mehrheitlich muslimisch: Nach der Volkszählung von 1881 waren rund 73 % der 9135 Einwohner der Stadt Muslime, denen 27 % Christen gegenüberstanden. Der 1842 geborene Sali Drosoulakis war der erste gewählte Bürgermeister Resmos. Er bekleidete das Amt von 1882 bis 1885 und von 1889 bis 1895.
Nach der weitgehenden Autonomie Kretas infolge des Eingreifens der Großmächte nach dem Türkisch-Griechischen Krieg und dem Friedensschluss vom 4. Dezember 1897 wurden die Bürgermeister der nun Rethymno (auch Rethymnon) genannten Stadt von den Schutzmächten ernannt. Da Rethymno unter russischem Mandat stand, war dem Bürgermeister 1898 bis 1905 ein russischer Kapitän namens Kuzerowski übergeordnet. Die Zeit von 1898 bis 1913 war eine Phase des Aufbruchs im wirtschaftlichen und kulturellen Bereich, in der in Rethymno die Infrastruktur verbessert wurde, luxuriöse private und öffentliche Gebäude entstanden sowie mehrere Theater und ein Kino eröffneten.

### Griechische Zeit

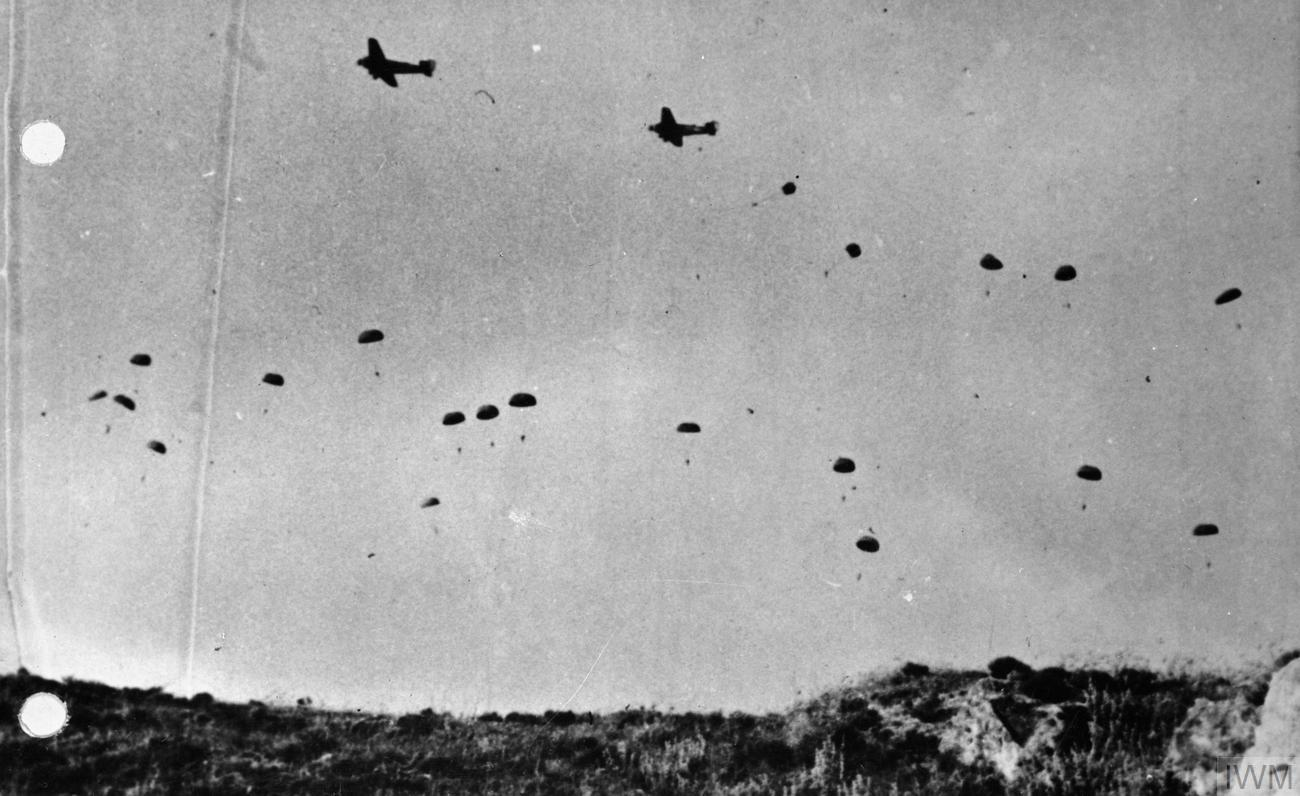
Deutscher Angriff auf Kreta

Im seit dem 1. Dezember 1913 zu Griechenland gehörenden Kreta blieb der Türke Vakoglaki bis 1918 Bürgermeister von Rethymno, danach waren nur noch griechische Bürger Stadtoberhaupt. In die Amtszeit von Menelaos Papadakis fällt die vollständige Vertreibung der Türken aus der Stadt infolge des Vertrags von Lausanne; er ordnete auch die Umwandlung des muslimischen Friedhofs in den heute noch bestehenden Volksgarten (Δημοτικός Κήπος) an. Die Jahre 1926 bis 1950 waren die Amtszeit das Anwalts Titos Petychakis, der für viele Modernisierungen der Stadt wie die Elektrifizierung, die Asphaltierung der Straßen und den Bau eines modernen Abwassersystems verantwortlich zeichnete. Nur während der deutschen Besatzung im Zweiten Weltkrieg wurde seine Regierung durch zwei von den deutschen Besatzungstruppen ernannte Bürgermeister unterbrochen.
Am 20. Mai 1941, gegen 07:15 Uhr, begann die Luftlandeschlacht um Kreta (Unternehmen Merkur), d. h. die Besetzung der Insel Kreta während des Zweiten Weltkriegs durch die deutsche Wehrmacht. Zunächst wurden die vorgesehenen Absetzzonen der für eine Luftlandung vorgesehenen Fallschirmjäger von der deutschen Luftwaffe bombardiert, neben den Angriffszielen bei Maleme, Chania und Iraklio auch die Stadt und das Gebiet um Rethymno. Nach ersten Absprüngen der deutschen Fallschirmjäger bei Maleme und Chania erfolgte gegen 16:15 Uhr eine zweite Angriffswelle, bei der Rethymno das Ziel war. Wegen des starken Widerstands der Alliierten, die sich bereits seit dem 1. November 1940 auf der Insel befanden, konnte das Ziel, die Einnahme des Flugplatzes der Stadt, in den folgenden Tagen nicht erreicht werden. Unter den 1380 eingesetzten deutschen Fallschirmjägern gab es bereits am ersten Tag 400 Tote, Vermisste oder Verwundete. Erst nach neun Tagen und der Entscheidung des britischen Oberkommandos, Kreta zu räumen, kapitulierte Rethymno am 29. Mai 1941 und wurde durch deutsche Truppen besetzt.
In der Nachkriegszeit wurde die Kommunalpolitik durch den konservativen Philologen Dimitrios Archondakis geprägt, der 1968–1974 erstmals unter der Militärdiktatur die Stadt als Bürgermeister führte, später jedoch zweimal wiedergewählt wurde und bis 2006 dreimal über insgesamt 27 Jahre amtierte. Die Eingemeindung der ländlich geprägten umliegenden Dörfer anlässlich der griechischen Gemeindereform von 1997 stärkte seine Position erheblich: Bei den Wahlen 1998 vereinigte er 55,76 % der Wählerstimmen auf sich. 2006 löste ihn der Anwalt Giorgis Marinakis ab, der mit 60,57 % das beste Wahlergebnis nach dem Krieg erreichte und für die sozialistische PASOK die Stadtregierung übernahm.

## Politik

### Gemeinderat
Rethymno wird durch einen 27-köpfigen Gemeinderat regiert. Bei den Kommunalwahlen 2006 wurde der Kandidat der sozialistischen PASOK mit 60,58 % der Wählerstimmen zum Bürgermeister gewählt und erreichte damit für seine Partei 16 Sitze; auf Ninos Nikos und die Liste der konservativen Nea Dimokratia entfielen 11 Sitze. Dem Bürgermeister stehen fünf Vizebürgermeister zur Seite, die unterschiedliche Ressorts der Stadtverwaltung leiten. Die Gemeinde-Kommission (Δημαρχιακή επιτροπή) besteht aus dem Bürgermeister als Vorsitzendem und weiteren sechs Mitgliedern, von denen zwei der Nea Dimokratia angehören.
Die elf Gemeindebezirke außerhalb der Kernstadt Rethymno verfügen allesamt über eigene lokale Ortsräte, die aus jeweils drei Mitgliedern bestehen. Lediglich der Ortsrat (Τοπικό συμβούλιο) des Bezirks Armeni hat fünf Mitglieder.

### Bürgermeister
Bürgermeister Rethymnos ist seit 2006 der 1957 geborene Rechtsanwalt Giorgis Marinakis (PASOK).
| Bürgermeister von Rethymno | Bürgermeister von Rethymno                  | Bürgermeister von Rethymno | Bürgermeister von Rethymno | Bürgermeister von Rethymno                     |
| Amtszeit                   | Bürgermeister                               |                            | Amtszeit                   | Bürgermeister                                  |
| -------------------------- | ------------------------------------------- | -------------------------- | -------------------------- | ---------------------------------------------- |
| 1882–1885                  | Sali Drosoulakis                            |                            | 1944–1950                  | Titos Petychakis (Τίτος Πετυχάκης)             |
| 1885–1889                  | Mustafa Kilitzakis                          |                            | 1951–1952                  | Konstandinos Vardakis (Κωνσταντίνος Βαρδάκης)  |
| 1889–1895                  | Sali Drosoulakis                            |                            | 1952–1963                  | Stylianos Psychoudakis (Στυλιανός Ψυχουντάκης) |
| 1898–1905                  | Iusuf Aligiazitzidakis (vermutlich ab 1895) |                            | 1964–1967                  | Evangelos Daskalakis (Ευάγγελος Δασκαλάκης)    |
| 1905–1911                  | Sefter Klapsarakis                          |                            | 1968–1974                  | Dimitrios Archondakis (Δημήτριος Αρχοντάκης)   |
| 1911–1918                  | Chousni Vakoglaki                           |                            | 1974–1975                  | Georgios Kaperonis (Γεώργιος Καπερώνης)        |
| 1919–1920                  | Michail Papadakis (Μιχαήλ Παπαδάκης)        |                            | 1975–1978                  | Manolis Kalaitzakis (Μανώλης Καλαϊτζάκης)      |
| 1920–1922                  | Pandelis Petychakis (Παντελής Πετυχάκης)    |                            | 1978–1982                  | Dimitrios Archondakis (Δημήτριος Αρχοντάκης)   |
| 1922–1925                  | Menelaos Papadakis (Μενέλαος Παπαδάκης)     |                            | 1982–1990                  | Christos Skouloudis (Χρήστος Σκουλούδης)       |
| 1926–1941                  | Titos Petychakis (Τίτος Πετυχάκης)          |                            | 1990–2006                  | Dimitrios Archondakis (Δημήτριος Αρχοντάκης)   |
| 1941–?                     | Stylianos Markianos (Στυλιανός Μαρκιανός)   |                            | seit 2006                  | Giorgis Marinakis (Γιώργης Μαρινάκης)          |
| ?–1944                     | Manolis Govatzidakis (Μανόλης Γοβατζιδάκης) |                            |                            |                                                |

### Stadtsignet
Das Zeichen der Stadt Rethymno, auch Gemeindelogo, zeigt zwei Delfine, die sich gegenseitig ihre Bauchseiten zukehren und sich an Schnauze und Schwanz berühren. In ihrer Mitte stehen die Buchstaben ΡΙΘΥ (‚RITHY‘). Das Signet ist dem Abbild auf einer antiken Münze nachempfunden, die im Rithymna des Altertums geprägt wurde. Delfine tauchen vielfach in der griechischen Mythologie auf, unter anderem als Tiere der Göttin Demeter und als Sternbild Delphin.

### Städtepartnerschaften
Rethymno unterhält seit 1987 partnerschaftliche Beziehungen zu der italienischen Gemeinde Castenaso, einem Vorort Bolognas. Weitere Partnerschaften pflegt Rethymno mit der zyprischen Gemeinde Agia Napa und mit der Stadt Puschkin in Russland.

## Kultur und Sehenswürdigkeiten
In Rethymno gehören besonders Bauten aus venezianischer und osmanischer Zeit zu den Sehenswürdigkeiten. Die einzige antike Ausgrabungsstätte, die Besuchern zugänglich ist, ist ein Friedhof mit rund 200 in den Fels geschlagenen Gräbern aus spätminoischer Zeit in Armeni, auf dem etwa zwischen 1390 und 1190 v. Chr. bestattet wurde. Die Gräber, zumeist Familiengräber, weisen allesamt nach Osten, möglicherweise auf ein Gipfelheiligtum auf dem Vrysinas, dem höchsten Berg der Gemeinde. Die bedeutendsten Funde dieser Grabungsstätte befinden sich in den archäologischen Museen von Chania und Iraklio.

### Museen
Archäologisches Museum
Das 1887 gegründete archäologische Museum von Rethymno ist seit 1991 in einem fünfeckigen Bau des ehemaligen Gefängnisses vor dem östlichen Haupteingang der Fortezza (‚Festung‘) untergebracht, der unter osmanischer Herrschaft als Befestigungswerk zum Schutz des Festungseingangs erbaut wurde. Es zeigt vor allem Funde aus der Region Rethymno vom Neolithikum bis zur klassischen Zeit (beispielsweise aus Gerani oder Armeni). Herausragende Stücke der Sammlung sind die mit typisch spätminoischen Motiven bemalten Ton-Sarkophage (Larnax) aus den Grabungen auf dem Gelände des spätminoischen Friedhofs von Armeni.
Geschichts- und Volkskundemuseum
Das Geschichts- und Volkskundemuseum wurde 1973 gegründet. Es befindet sich seit 1995 in einem denkmalgeschützten venezianischen Gebäude aus dem 17. Jahrhundert in der Vernardou-Straße 28–30. Ausgestellt sind Textilien, Werkzeuge für die Weberei, Stickereien, Spitzen, Keramik, Körbe, Metall-Objekte, Münzen, Trachten und historische Relikte.
Kirchenmuseum
Das 1994 gegründete Kirchenmuseum befindet sich auf dem Mitropoli-Platz an der Kathedrale von Rethymno. Ausgestellt sind kirchliche Gegenstände der Zeit von 1816 bis heute, wie Messutensilien, Ikonen und Kirchenglocken. Zu sehen ist außerdem die Turmuhr eines Glockenturms, die von 1894 bis 1986 in Betrieb war.
Meereskundemuseum
In einer Abtei der Altstadt von Rethymno ist das Meereskundemuseum untergebracht, das Sammlungen von Weichtieren, Schwämmen, Fischen und einige Fossilien zeigt.

### Bauwerke

#### Baugeschichte
Die geschlossene Bebauung Rethymnos begann erst in den späten 1950er Jahren über die durch die ehemaligen Stadtmauern vorgegebene Grenze hinauszuwachsen. Der Übergangsbereich zwischen Altstadt und Neustadt ist noch heute in Straßenzügen zu erkennen, deren Nordseite nur mit Natursteinhäusern bebaut ist, die Südseite hingegen mit Stahlbetonbauten.
Neben den heute noch sichtbaren Bauten oder Gebäuderesten standen in Rethymno bis weit in das 20. Jahrhundert hinein weitere Baudenkmäler, die im Rahmen der Stadterweiterung über die Stadtmauer hinweg abgerissen wurden. Auf dem ehemals freien Platz südlich der Megali Porta, östlich des islamischen Friedhofs (heutiger Stadtpark) befand sich das älteste überdachte Marktgebäude Kretas, der Mitte des 19. Jahrhunderts errichtete „Fleischermarkt“ (τα Χασαπιά ta Chasapia), der 1961 abgerissen wurde, um einem Taxistand und Parkplatz zu weichen. Ein weiteres Opfer der verkehrstechnischen Öffnung der Stadt war der venezianische Uhrenturm in der Altstadt mit seiner aufwändig verzierten Sonnenuhr. Sein Abriss wurde direkt nach Ende der deutschen Besatzung 1945 vom Rat der Stadt beschlossen. Das letzte und eventuell einzige Foto des im 17. Jahrhundert erbauten Uhrenturms schoss 1944 der deutsche Soldat und Fotograf Erhard Gudrich.

#### Sakralbauten
Viele der Sakralbauten Rethymnos erlebten eine oder sogar mehrere Umwidmungen. Manche in venezianischer Zeit gebaute katholischen Kirchen wurden unter osmanischer Herrschaft zu Moscheen (gr./tr. tzamí τζαμί), nach Abzug der Türken wurden Moscheen zu orthodoxen Kirchen. Meist wurden entsprechende bauliche Veränderungen vorgenommen. Im Stadtbild Rethymnos finden sich noch fünf Gebäude, die als Moschee teilerhalten sind, keines wird noch zu islamischen Gottesdiensten verwendet. Eine Zeichnung des französischen Reisenden Joseph Pitton de Tournefort aus dem Jahr 1700 zeigt die Stadt mit einer Unzahl von Minaretten.

##### Kirchen

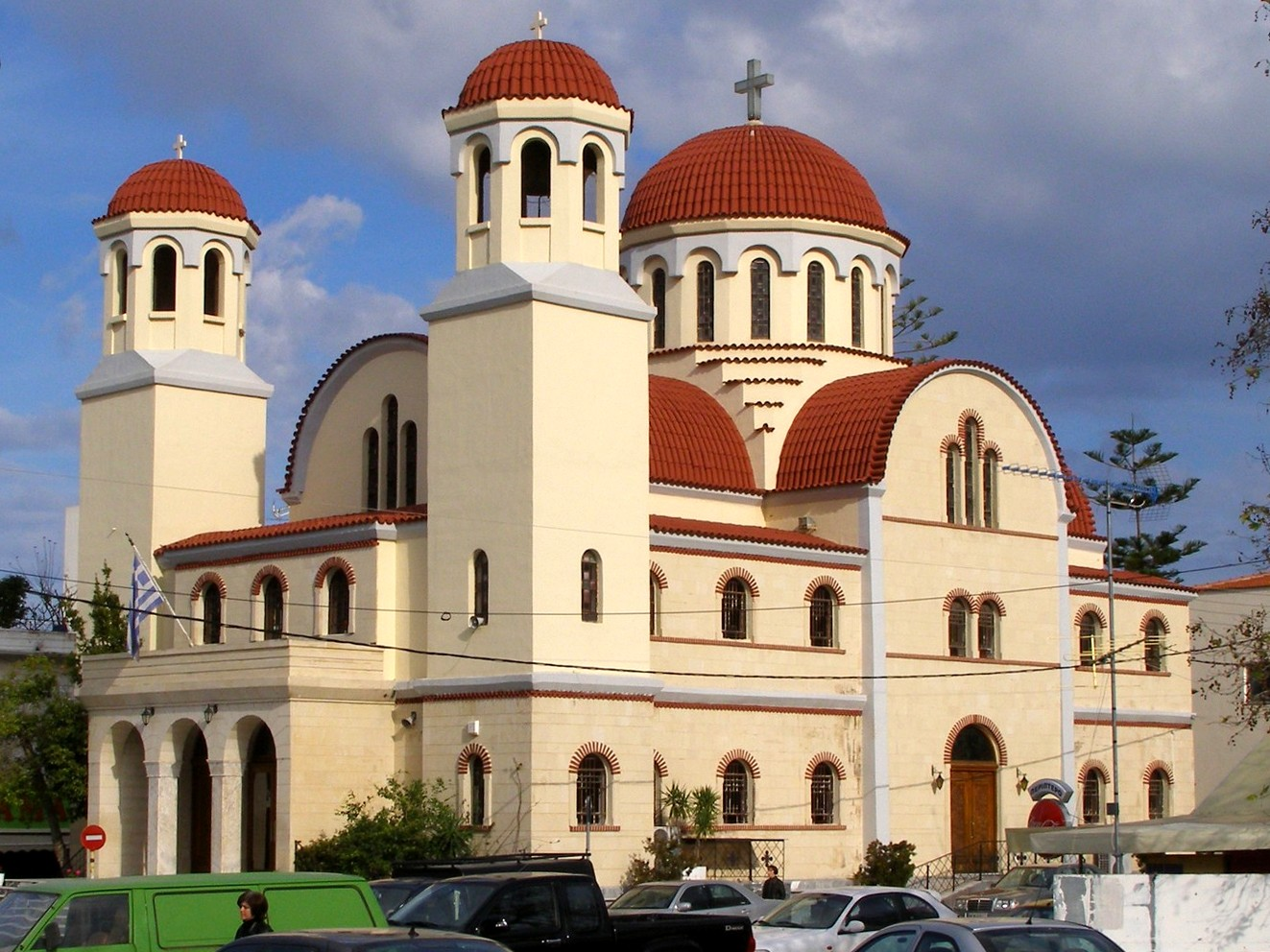
Tessaron Martyron
Die Kirche Tessaron Martyron (Ναός Τεσσάρων Μαρτύρων) ist vier von den Osmanen 1824 hingerichteten Neumärtyrern gewidmet, Angelis, Manuel, Georg und Nikolaus, von denen drei hier bestattet sind. Die Gebeine des vierten befinden sich in Sankt Petersburg. Die am 28. Dezember 1975 eingeweihte Kirche, die zwei Vorgängerbauten aus den Jahren 1905 und 1947 hatte, gilt als Mahnmal für den Widerstand gegen die osmanische Herrschaft.
Agios Antonios
Die Kirche St. Antonius von Padua in der Altstadt wurde 1897 für die römisch-katholische Gemeinde Rethymnos erbaut und wird bis heute für die Messe genutzt. Die Fassade des neoklassizistischen Baus dominiert ein großes Rundbogenfenster über dem Portal.
San Francesco
Die 1453 begonnene Kirche des Heiligen Franz von Assisi war Teil eines Franziskanerinnen-Klosters. Der einschiffige, ursprünglich holzgedeckte Raum wurde 1796 durch die Türken in ein Imaret (Armen-Speisehaus) umgewandelt und wird in neuerer Zeit für Kulturveranstaltungen genutzt. Seit der Renovierung 1996 dient das Gebäude als Byzantinisches Museum der Präfektur Rethymno. Ein prächtiges Renaissance-Portal an der Nordseite stammt aus der venezianischen Zeit. Auf dem Gelände des Klosters wurde 1796 eine türkische Mädchenschule errichtet, die 1890 einem Schulneubau wich, der heute eine städtische Grundschule beherbergt.

##### Moscheen

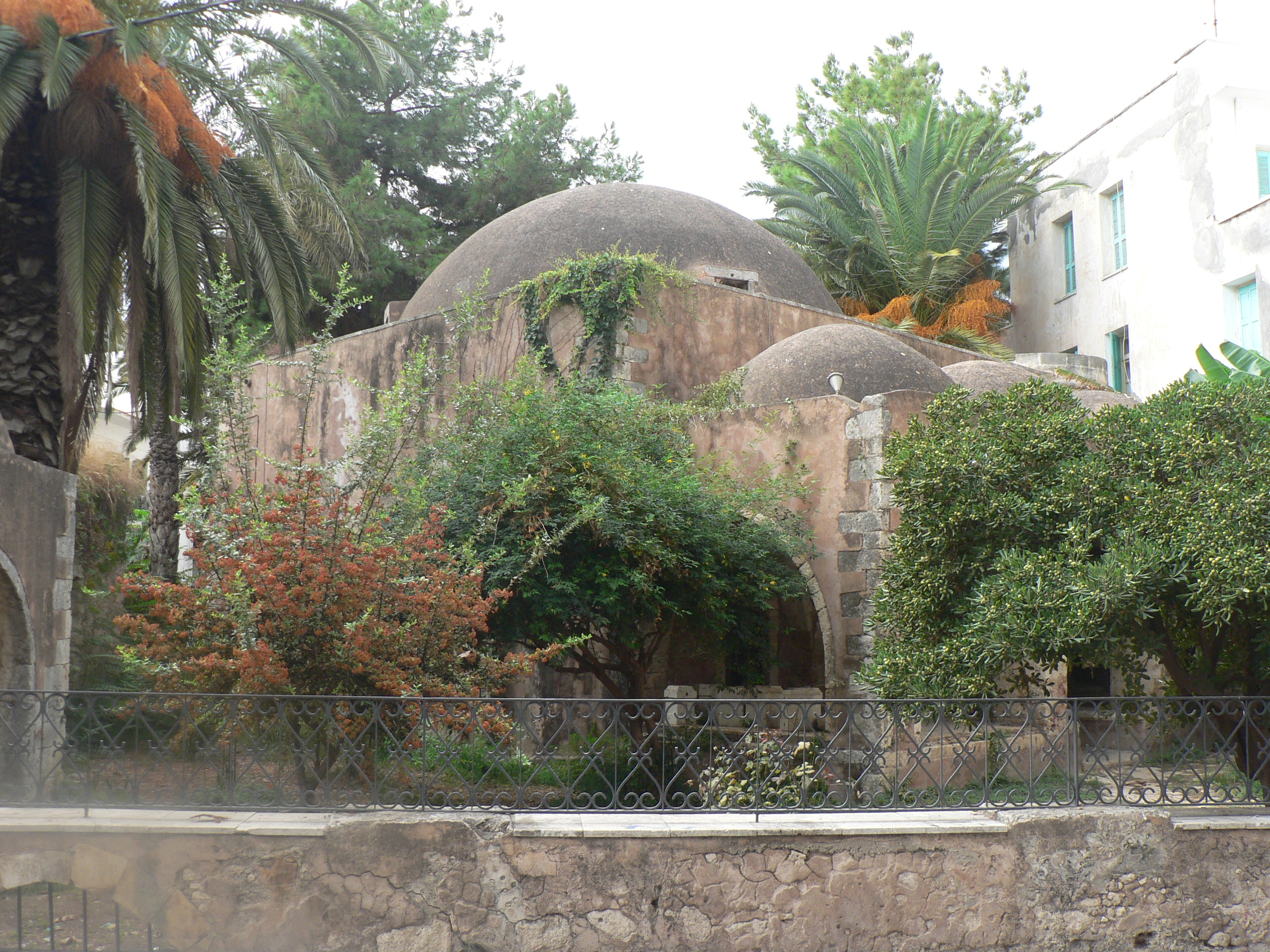
Kara-Mousa-Pascha-Moschee
Die Kara-Mousa-Pascha-Moschee aus dem 17. Jahrhundert am östlichen Ende der Arkadiou-Straße wird seit 2006 renoviert. Sie war zu venezianischer Zeit ein der Heiligen Barbara geweihtes Kloster. Benannt wurde die Moschee nach Kara Mustafa Pascha, dem Großwesir des Sultans Ibrahim und 1646 Befehlshaber der osmanischen Truppen bei der Eroberung der Stadt Retimo. Um die Moschee herum können türkische Grabsäulen, sogenannte Mezaria besichtigt werden. Teile des Gebäudes beherbergen heute Werkstätten der byzantinischen Abteilung der Behörde für Archäologie.
Neratzes-Moschee
Das größte und schon von weithin das Stadtbild prägende erhalten gebliebene Moscheegebäude ist das der Neratzes- (nach einem Paşa Nerace) oder Gazi-Hussein-Moschee mit seinem schlanken 34,5 Meter aufragenden Minarett und den drei Kuppeln. Heute dient es der Stadt als öffentliches Veranstaltungsgebäude (Odeon). Die ursprünglich venezianische Klosterkirche Santa Maria der Augustinermönche aus dem 16. Jahrhundert wurde 1657 in eine Moschee umgewandelt, das heutige Minarett erst im Jahr 1890 aufgesetzt.
Sultan-Ibrahim-Moschee
Innerhalb der Fortezza errichteten die Osmanen ab 1646 auf den Ruinen der venezianischen Bischofskirche San Nicolo (gewidmet dem Heiligen Nikolaus) die Sultan-Ibrahim-Moschee. Der heute noch erhaltene Kuppelbau wurde Anfang des 21. Jahrhunderts renoviert. Vom Minarett der Moschee an deren Westseite steht lediglich noch der Sockel. Die innen vom Verputz befreite Kuppel gewährt eine gute Ansicht der steinernen Kuppelkonstruktion.
Valide-Sultana-Moschee
Vollständig von Wohngebäuden umschlossen sind die Reste der Valide-Sultana-Moschee, nach der Sultansmutter Kösem Mahpeyker benannt. Das im oberen Stockwerk polygonale Minarett prägt – nur wenige Meter von der Megali Porta gelegen – das Bild der südlichen Altstadt.
Veli-Pascha-Moschee
Außerhalb der ehemaligen venezianischen Stadtmauern befindet sich nördlich des Parkplatzes am Rathaus die mitsamt Minarett baulich gut erhaltene Veli-Pascha-Moschee. In dem von neun Kuppeln gekrönten Gebäude befindet sich heute das Amt für Byzantinische Kunst.

Moscheen in Rethymno
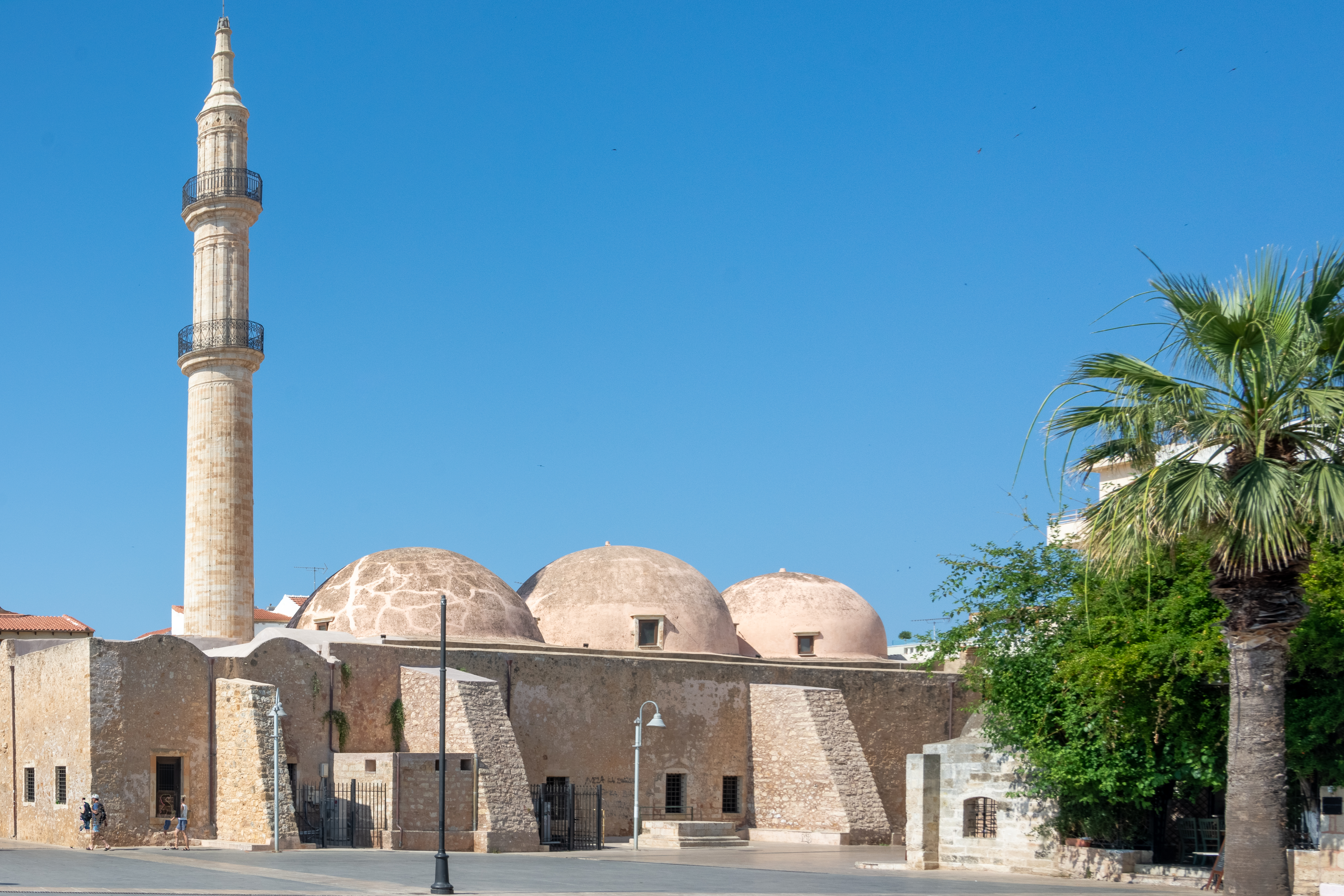
Neratzes-Moschee
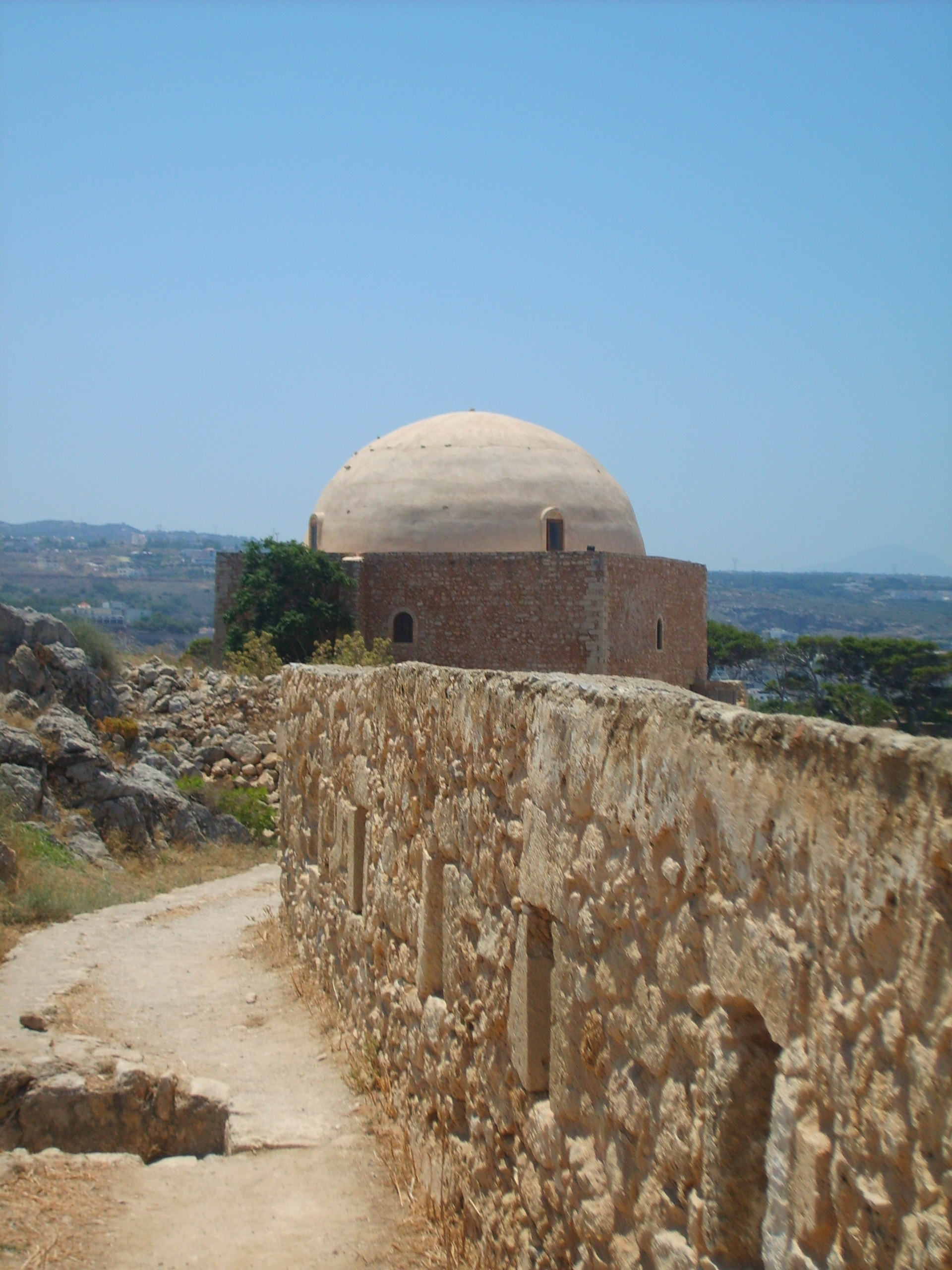
Sultan-Ibrahim-Moschee
Veli-Pascha-Moschee
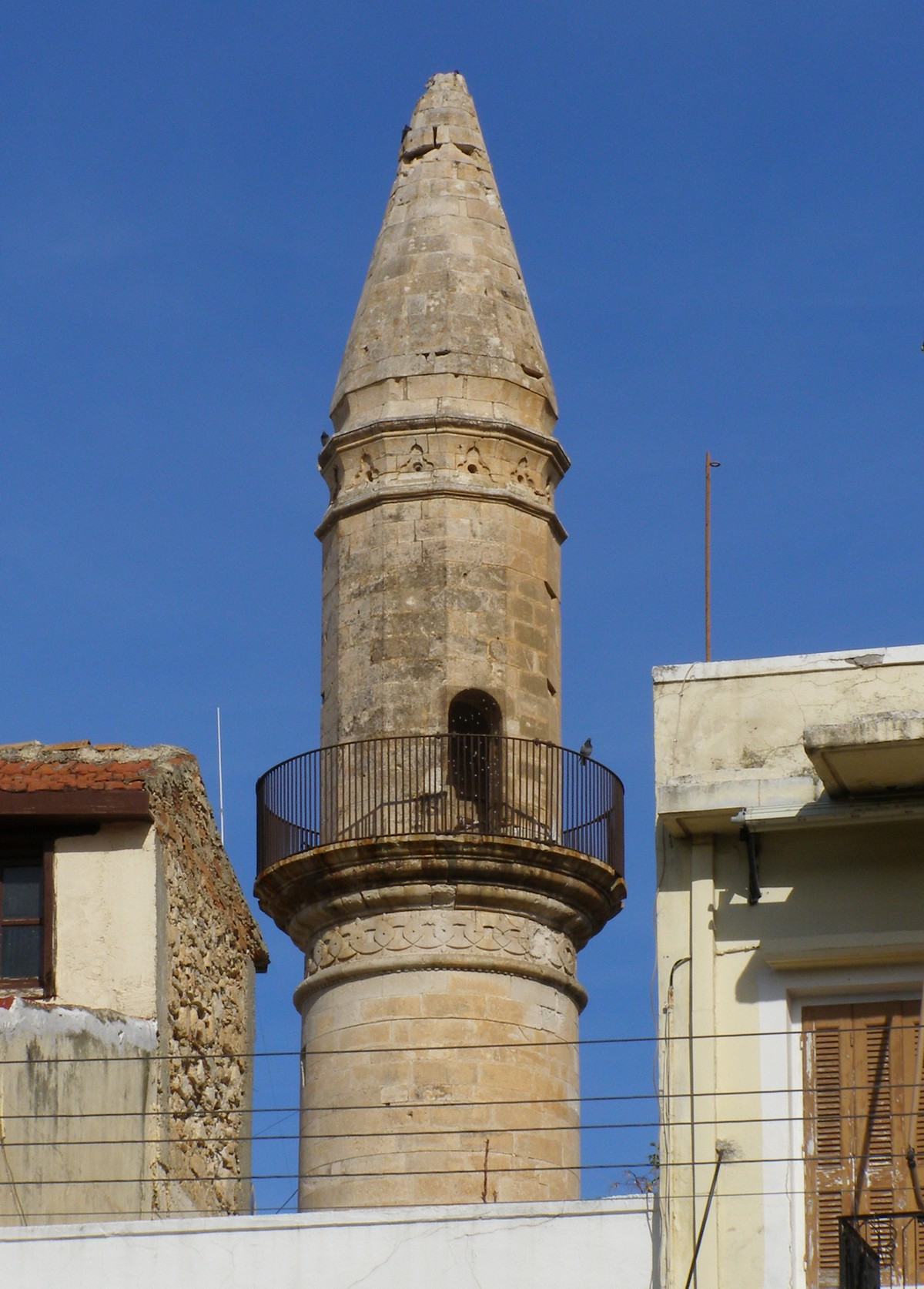
Valide-Sultana-Moschee

#### Profanbauten

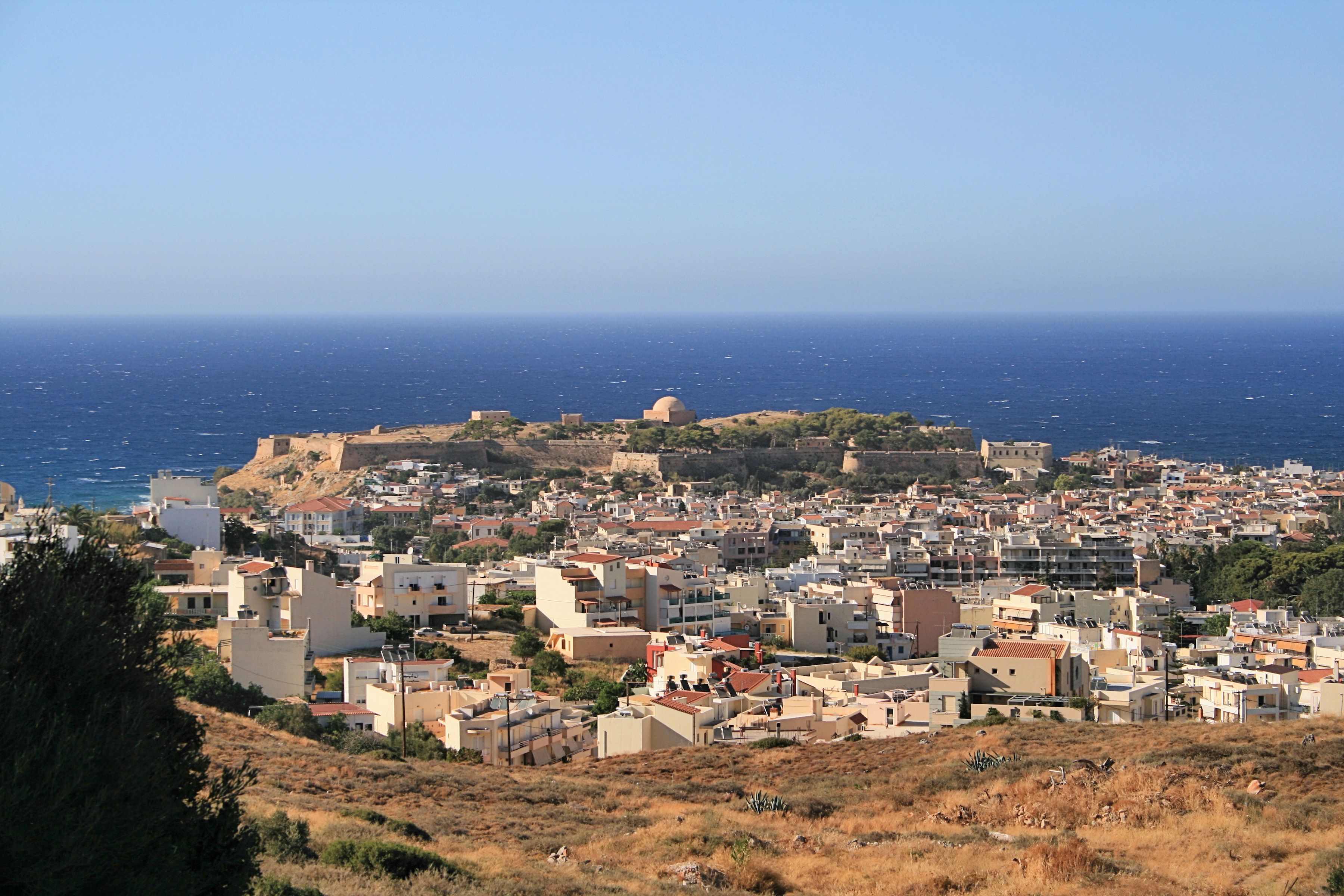
Fortezza oberhalb der Altstadt

Porta Guora (Nordseite)

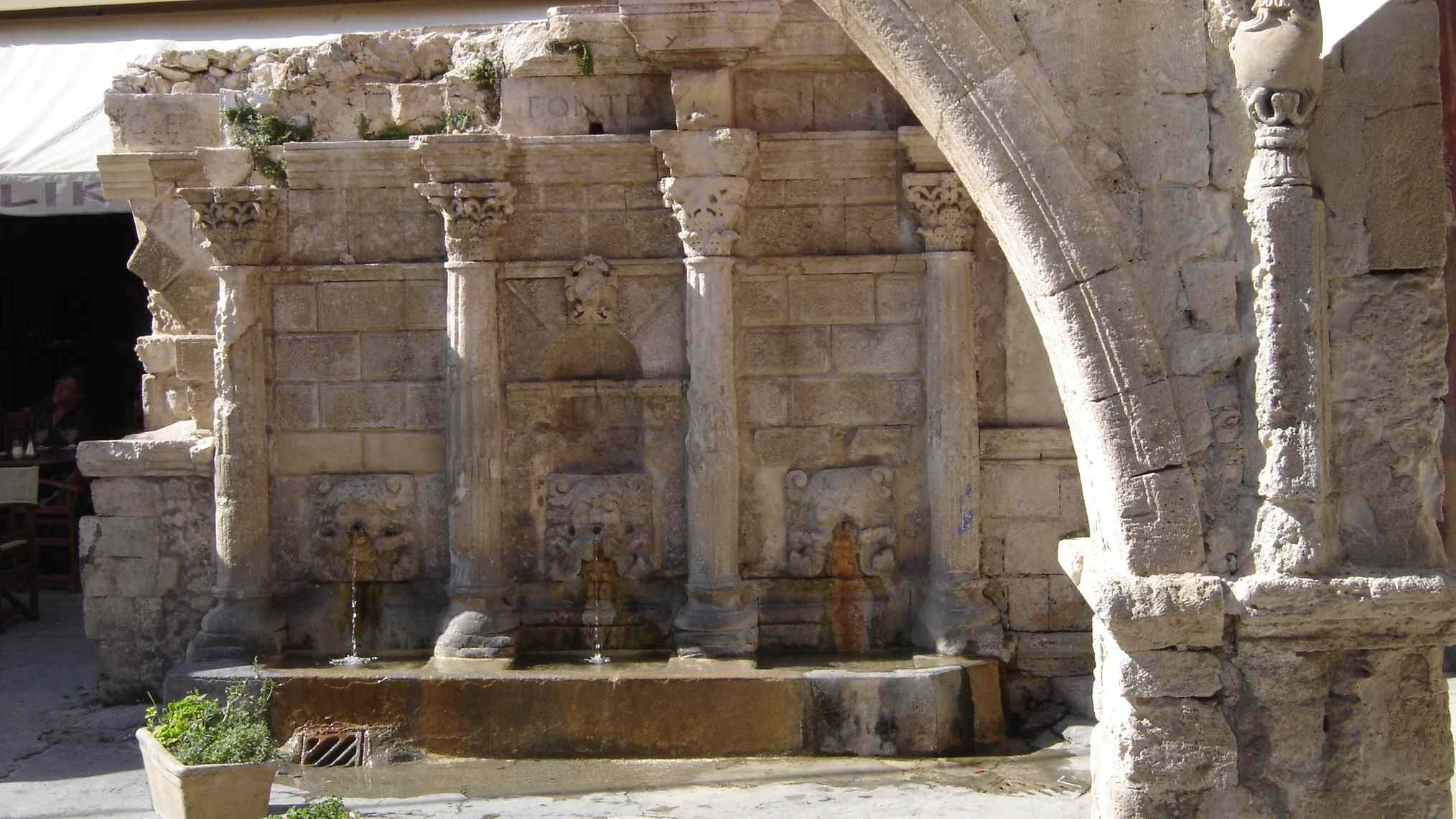
Rimondi-Brunnen

Fortezza
Die oberhalb der Stadt Rethymno, auf der Anhöhe Paleokastro (Παλαιόκαστρο) der nördlichen Halbinsel westlich des Hafens, gelegene venezianische Befestigungsanlage heißt nach dem italienischen Namen für ‚Festung‘ heute noch nur Fortezza (Φορτέτζα). Sie wurde nach einem osmanischen Angriff am 7. Juli 1571 durch Uludsch Ali Pascha (Ουλούτζ Αλή, italienisch Occhiali) im Auftrag des Statthalters (Rettore ‚Rektor‘) Alvise Lando durch den Architekten Sforza Pallavicini geplant und nach der Grundsteinlegung am 13. September 1573 zu großen Teilen bis 1578 unter Leitung des Bauingenieurs Gian Paolo Ferrari erbaut, nach vielen Änderungen jedoch erst 1590 vollendet. Zunächst war geplant, die gesamte venezianische Stadt Retimo hinter die Mauern der Fortezza zu verlegen, was aufgrund der zu geringen Fläche innerhalb der Festungsmauern nicht durchgeführt wurde.
Unter den Venezianern war die Festung Sitz der Verwaltung, der Militärbehörden und der römischen Bischöfe und diente als Zufluchtsort für die Bevölkerung der Stadt. Nach der Eroberung Retimos durch die Osmanen am 29. September 1646 und der Kapitulation der Festung am 13. November 1646 wurde die unversehrt übergebene Fortezza weiter ausgebaut. Die innerhalb ihrer Mauern befindliche ‚Oberstadt‘ wurde ab dieser Zeit hauptsächlich von Türken oder von zum Islam konvertierten Kretern bewohnt. Heute ist von den inneren Gebäuden neben Resten der Kathedrale San Nicolo, die dem Heiligen Nikolaus gewidmet war, und einem Teil der Wachhäuser nur noch der ab 1646 auf den Ruinen der Kathedrale errichtete Kuppelbau der Sultan-Ibrahim-Moschee erhalten. Nach der Unabhängigkeit von den Osmanen wurde das Minarett der Moschee an deren Westseite abgerissen. Die Kuppel wurde jüngst restauriert und bietet innen von jeglichem Verputz befreit dem Besucher einen offenen Blick auf ihre steinerne Konstruktion.
Loggia
Die Loggia von Rethymno (Η Loggia του Ρεθύμνου) ist ein im 16. Jahrhundert vom Architekten Michele Sanmicheli entworfenes repräsentatives eingeschossiges Gebäude im Zentrum der Altstadt, das als Treffpunkt der venezianischen Oberschicht diente. Es hat einen quadratischen Grundriss, wurde mittels regelmäßigen großen Steinen gemauert und besitzt an den Seiten, mit Ausnahme der Westseite, jeweils drei Rundbögen, durch deren mittleren jeder Seite das Gebäude betreten werden konnte. Das ursprünglich offene Bauwerk ist heute durch Glasfronten geschlossen und wird als Ausstellungs- und Verkaufsraum des Kulturministeriums für Kunstwerke und deren Kopien, unter anderem originalgetreuen Abgüssen und Nachbildungen antiker Skulpturen, genutzt. Von 1954 bis 1991 war in der Loggia das Archäologische Museum untergebracht
Porta Guora (Megali Porta) 
Die Porta Guora (Πόρτα Guora ‚Guora-Tor‘), meist Megali Porta (Μεγάλη Πόρτα ‚Großes Tor‘) genannt, ist einer der wenigen Überreste der ehemaligen Stadtbefestigung aus dem 16. Jahrhundert. Die Megali Porta war das wichtigste der drei Tore Rethymnos, neben ihr gab es nur zwei weitere Tore, das Westtor, welches nur zu militärischen Zwecken benutzt wurde, sowie das östlich ausgerichtete Tor „Porta Ammou“. Der erhaltene Torbogen des südlichen Stadttors befindet sich am Rand der ehemaligen venezianischen Altstadt als Zugang zu deren Hauptstraße, der Odos Ethnikis Andistaseos (‚Straße des Volkswiderstands‘) an der gleichnamigen Platia. Die Megali Porta entstand im Zuge der Siedlungserweiterung der Jahre 1540 bis 1570 anhand von Plänen des venezianischen Architekten Michele Sanmicheli in Pilastergliederung und wurde nach dem während der Bauzeit des Tores von 1566 bis 1568 amtierenden Statthalter (Rettore ‚Rektor‘) Jocopo Guoro benannt.
Ursprünglich war der 2,60 Meter breite Torbogen mit einem Giebel geschmückt, den das venezianische Wappen, der Markuslöwe, zierte, dessen Relief sich heute im Archäologischen Museum befindet. Der Giebel mit dem Löwen zeigte nördlich zur Stadt hin, der bis heute erhaltene Torbogen war nur der innere Ausgang einer großen Toranlage von 27 Metern Tiefe, die sich bastionsförmig aus der Linie der Stadtmauer nach Süden hervortat. Noch Anfang des 20. Jahrhunderts war diese Toranlage vollständig erhalten, wie auf Fotos des italienischen Fotografen Giuseppe Gerola zu sehen ist. 1902 wurde das große Stadttor „zum Wohle der Stadt“ abgerissen. Seine volkstümliche Bezeichnung übertrug sich auf den heute noch erhaltenen recht kleinen Torbogen.
Rimondi-Brunnen 
Im ehemaligen Zentrum des venezianischen Retimo, am Nordende des Petychakis-Platzes (auch Platanos-Platz), befindet sich der erstmals 1588 erbaute Brunnen, der spätere Rimondi-Brunnen (Κρήνη Rimondi). Seinen Namen erhielt er vom Statthalter (Rettore ‚Rektor‘) Alvise Rimondi, der den Brunnen 1626 erneuern ließ. Öffentliche Brunnen dieser Art dienten einst der Wasserversorgung der Stadtbewohner.
Zwischen den vier Säulen des Rimondi-Brunnens mit ihren korinthischen Kapitellen fließt Wasser aus drei Öffnungen in Form von Löwenköpfen in darunter befindliche Auffangbecken. Auf einem Fries oberhalb der Säulenkapitelle ist in lateinischen Buchstaben die fragmentierte Inschrift „… IACÆ LIBERALITATIS FONTES IN …“ zu lesen. Eine von den Osmanen über dem Brunnen errichtete Kuppel wurde im Zweiten Weltkrieg zerstört.

### Parks
Stadtgarten
Südwestlich des Tessaron-Martyron-Platzes befindet sich an der Igoumenou-Gavril-Straße der ‚Stadtgarten‘ (Δημοτικός Κήπος) von Rethymno. Der 25.000 m² große Stadtpark südlich der Altstadt wurde Anfang des 20. Jahrhunderts an Stelle des ehemaligen türkischen Friedhofs angelegt. Im Park befinden sich neben einer Anzahl von Steinbüsten kretischer und griechischer Persönlichkeiten ein Kinderspielplatz sowie ein Restaurant.
Naturpark
Etwa zwei Kilometer südöstlich des Stadtzentrums, an der Straße Kalaitzaki nach Kastellakia (Καστελάκια) gelegen, befindet sich der Naturpark Biotopi (ΒΙΟΤΟΠΟΙ), der dem Erhalt und der Präsentation kretischer Flora und Fauna gewidmet ist. Das Ökosystem des Parks bietet einen Lebensraum für ca. 220 einheimische Pflanzenarten sowie für diverse Reptilien, Amphibien, Vögel, Insekten und Fische. Für Besucher werden geführte Wandertouren durch den Park angeboten.

### Regelmäßige Veranstaltungen
Karnevali
Rethymno gilt auf Kreta als Stadt des Karnevals, im orthodoxen Griechenland nicht so verbreitet wie in katholischen Regionen. Der rethymniotische Karneval geht auf erste humoristische Feierlichkeiten 1914 nach dem Anschluss Kretas an Griechenland zurück. Höhepunkt des Karnevals in Rethymno ist der Sonntag vor Rosenmontag mit einem großen Korso von Festwagen und Straßenkarneval in der für den Verkehr gesperrten Innenstadt. Am vorausgehenden Samstagabend herrscht eine dem Schmutzigem Donnerstag der Alemannischen Fastnacht vergleichbare Atmosphäre. Der Rosenmontag (griechisch καθάρη δευτέρα Kathari Deftera ‚Sauberer Montag‘) gilt hingegen in Griechenland als Beginn der Fastenzeit und wird mit fleischlosem Essen im Freien und Drachensteigen begangen (zum griechischen Karneval vgl. auch Patras).
Renaissancefestival
Seit 1987 wird in Rethymno jährlich im Spätsommer das Renaissancefestival abgehalten. Theater- und Musikwerke mit Hintergrund aus der Renaissance-Epoche werden im Erofili-Amphitheater auf der Fortezza aufgeführt, in den Straßen der Altstadt werden Szenen der Commedia dell’arte dargeboten.

## Wirtschaft und Infrastruktur

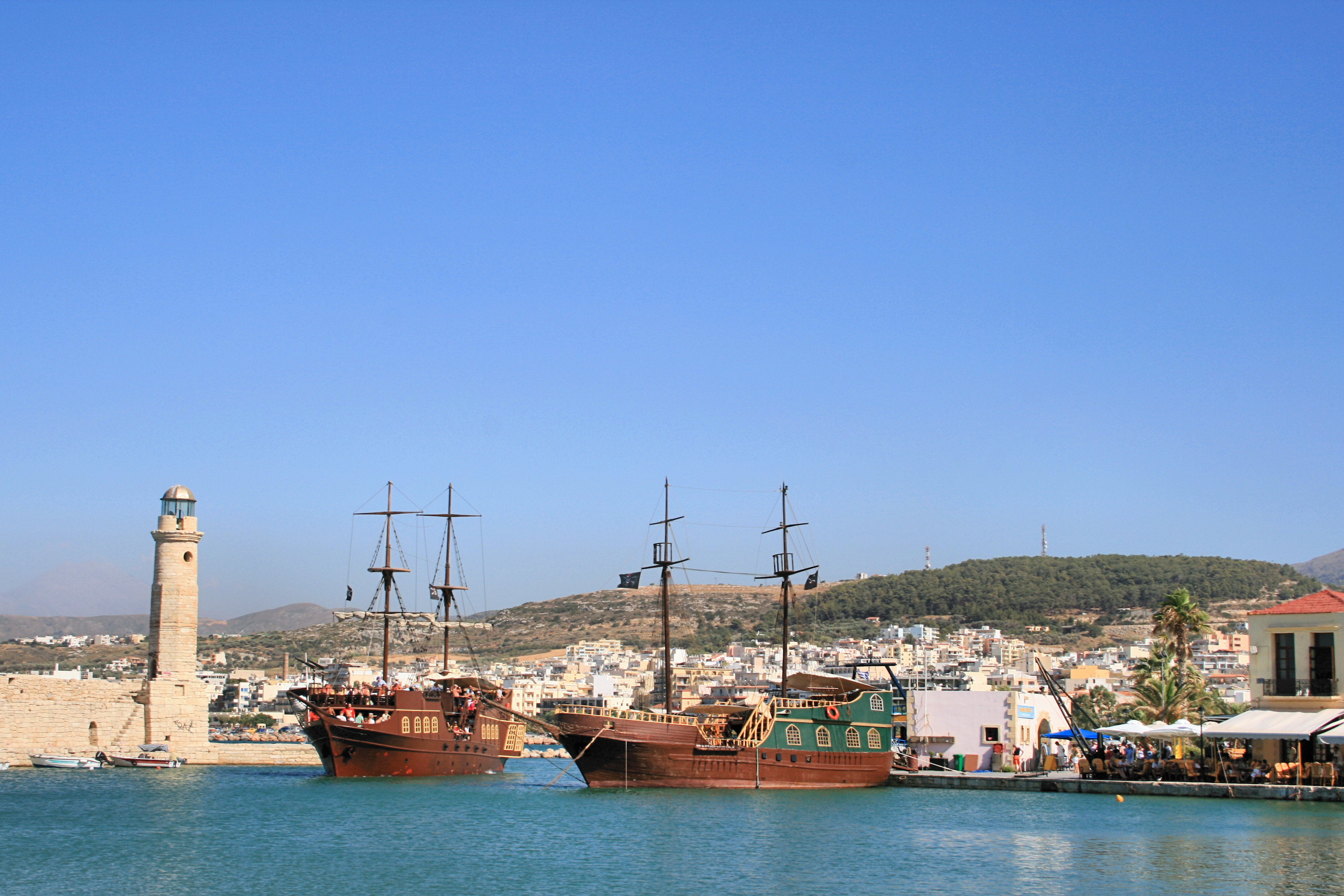
Historisch-touristische Schiffsnachbauten am Hafen

Rethymno streitet sich mit Chania um den Titel der schönsten Stadt Kretas. Größte wirtschaftliche Bedeutung hat der Tourismus, für den rund 19 % der arbeitenden Bevölkerung der Gemeinde tätig sind. Attraktionen sind die Altstadt mit ihren malerischen Gassen, Sehenswürdigkeiten wie der venezianischen Festung und zahlreiche Restaurants und Lokale. Die östlich der Stadt gelegenen kilometerlangen Sandstrände mit seicht abfallendem Wasser, die sich bis Skaleta in der angrenzenden Gemeinde Arkadi erstrecken und zusammen mit diesem massentouristisch erschlossen sind, stellen den Großteil der rund 2800 Betten in 143 Hotels und Pensionen. Rund vier Fünftel der Touristen kommen aus dem Ausland, jedoch steigt der Anteil griechischer Gäste kontinuierlich. Die zunehmende Attraktivität der Gemeinde für Kongress-, Sport-, Kultur- und Agrotourismus erhöht den Anteil kurzer Aufenthalte in der Stadt.

### Verkehr

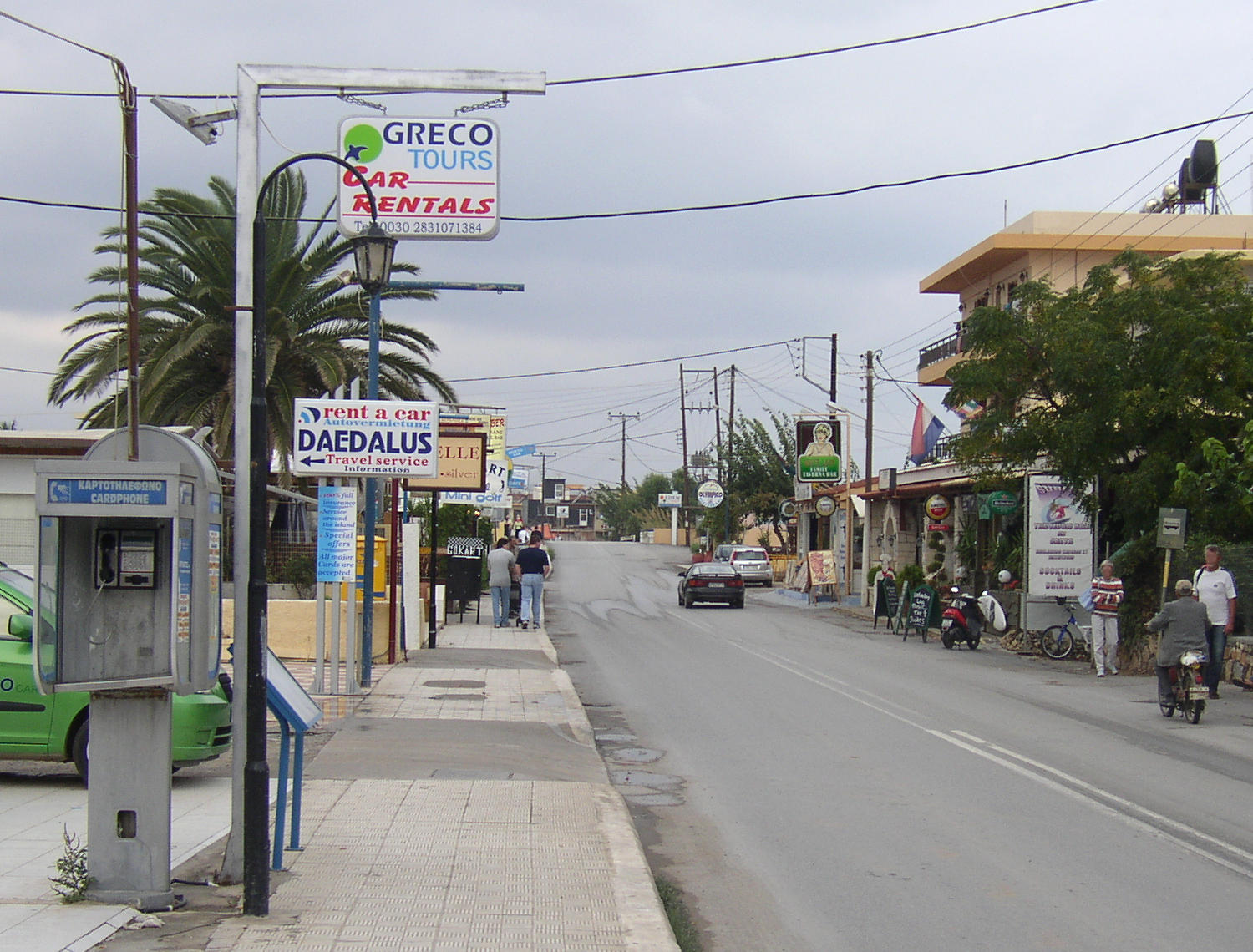
„Hotelvorort“ Adelianos Kampos

Rethymnos Bedeutung für den nationalen Verkehr steht hinter derjenigen der Städte Chania und Iraklio zurück. Der Anschluss an den nationalen und internationalen Flugverkehr erfolgt über die Flughäfen Chania (rund 70 Kilometer westlich) und Iraklio (80 Kilometer östlich). 
Im Zweiten Weltkrieg wurde der Flugplatz Rethymno gebaut, von dem heute jedoch nichts mehr erhalten ist.
Vom Hafen von Rethymno bestand von 1991 bis 2008 eine Fährverbindung nach Piräus, der internationale Fährverkehr wird jedoch über Souda bei Chania und Iraklio abgewickelt, die über größere Hafenanlagen verfügen. Angesichts der immer größer werdenden Bedeutung solcher Verkehrs-Infrastrukturen für den Tourismus bemüht sich die Stadtregierung um die Verbesserung der Anbindung der Stadt, möglicherweise durch eine neue Schnellboot-Verbindung nach Piräus.
Die Fährlinien der ANEK und der NEL von Piräus nach Rethymno wurden beide im Herbst 2008 eingestellt. Noch (Januar 2009) ist keine Wiederaufnahme – auch für den Sommer – in Sicht. Der Stadtrat steht in Verhandlung mit den Reedereien.
Da Kreta über kein Eisenbahnnetz verfügt, bilden Straßen die einzigen bedeutenden innerkretischen Verkehrswege. Rethymno liegt an der einzigen teils autobahnähnlich (Aftokinitodromos 90) ausgebauten Verbindung Kretas, der Ethniki Odos 90, die der kretischen Nordküste folgt und die vier Präfekturhauptstädte der Insel miteinander verbindet. Buslinien der öffentlichen Nahverkehrsgesellschaft KTEL verkehren hier tagsüber mindestens im Stundentakt zwischen den Großstädten. Die EO 90 begrenzt gleichzeitig das Stadtgebiet des Zentrums nach Süden. Ferner verbindet die Ethniki Odos 97 Rethymno mit der kretischen Südküste und weiter mit der Messara-Ebene bis nach Ierapetra, über Abzweigungen von dieser Straße werden auch die Dörfer der Gemeinden Finikas und Lambi erreicht. Eine östlich parallel dazu geführte, kurvenreiche Landstraße führt am Südhang des Psiloritis durch das Amari-Becken über Fourfouras bis nach Agia Varvara.

### Bildung

Innenhof der Philosophischen Fakultät im „Minoischen Stil“

Rethymno ist Sitz dreier der fünf Fakultäten der Universität Kreta, die 1977 ihre Lehrtätigkeit aufnahm. Der Universitätscampus wurde zirka drei Kilometer südwestlich der Altstadt in ungefähr 160 Meter Höhe über dem Meer errichtet (Koordinaten: 35° 21′ 13″ N, 24° 27′ 0″ O). Voran ging ein politischer Streit um den Standort der neu zu gründenden Universität. Der damalige Diktator Georgios Papadopoulos hatte kurz vor seinem Sturz einem seiner Günstlinge, der aus Rethymno stammte, dessen Heimatstadt als Standort zugesagt, so dass Rethymno 1973 formal Sitz des Instituts wurde. Nach Protesten der Inselhauptstadt Iraklio und einem Jahre andauernden Streit wurde die Entscheidung getroffen, die Fakultäten auf die beiden Städte Iraklio und Rethymno zu verteilen. Heute studieren rund 7000 Studenten in vornehmlich geistes- und sozialwissenschaftlichen Fachbereichen in Rethymno.

## Natur
- Myli-Schlucht: Von Rethymno nach Chromonastiri verkehren Ausflugsbusse zur Myli-Schlucht. Entlang des Wanderweges durch die etwa 4 km lange Schlucht kann man abseits der Touristenströme eine angenehme Zeit in der weitestgehend unberührten Natur verbringen.

## Söhne und Töchter der Stadt
- Markos Mousouros (um 1470–1517), Gelehrter und Humanist
- Zacharias Kallergis (* um 1473), Gelehrter, Typograf und Zeichner
- Georgios Chortatzis (um 1550 – um 1610), Dramatiker und Autor
- Athanasios Patelaros (1597–1654), griechisch-orthodoxer Metropolit, als Athanasios III. Patelaros 1634 Patriarch von Konstantinopel
- Emmanouil Lomvardos (um 1600 – um 1650), Maler – Vertreter der „Kretischen Schule“
- Emmanouil Tzane Bounialis (1610–1690), Maler – Vertreter der „Kretischen Schule“
- Ahmed İbrahim Resmî (1694/1695–1783), osmanischer Staatsmann und Diplomat
- Emmanouil Tsouderos (1882–1956), Politiker
- Pandelis Prevelakis (1909–1986), Schriftsteller, der seiner Heimatstadt mit dem Roman Chronik einer Stadt ein literarisches Denkmal setzte
- Stylianos Pattakos (1912–2016), ehemaliger griechischer Militär und Politiker
- Nikos Mamangakis (1929–2013), Komponist
- Gregor Manousakis (1935–2007), deutscher Journalist und Autor
- Vardis Vardinogiannis (1933–2024), Reeder und Unternehmer
- Stylianos Harkianakis (1935–2019), Erzbischof der griechisch-orthodoxen Erzdiözese Australien
- Evangelos Apostolakis (* 1957), Admiral und Verteidigungsminister
- Andreas Xanthos (* 1960), Politiker (SYRIZA), Gesundheitsminister
- Konstantinos Chatzidakis (* 1965), Politiker
- Sofia Asoumanaki (* 1997), Ruderin

## Kataster
Einige Bereiche dieser Gemeinde sind im Katastersystem enthalten und gehören zu der Autorität des Katasteramtes von Rethymno, nämlich: das Gebiet und die Vororte der Stadt Rethymno seit 12. März 2012, Adele seit dem 18. Mai 2006, Argyroupoli seit dem 28. März 2005, Armeni und Somatas seit 15. September 2005, Atsipopoulo seit 3. Januar 2006, Gerani seit 28. März 2005, Episkopi, Archondiki, Koufi und Karoti seit dem 21. Juli 2005, Maroulas seit dem 21. Juli 2005, Prasies seit 7. Juli 2005, Prines seit 6. Oktober 2005, Roussospiti seit dem 21. Juli 2005, Chromonastiri, Myli und Kapediana seit 7. Juli 2005.